# Liste der Kulturdenkmale in Klingenthal

Wappen von Klingenthal

In der Liste der Kulturdenkmale in Klingenthal sind die Kulturdenkmale der sächsischen Stadt Klingenthal verzeichnet, die bis Juli 2019 vom Landesamt für Denkmalpflege Sachsen erfasst wurden (ohne archäologische Kulturdenkmale). Die Anmerkungen sind zu beachten.
Diese Aufzählung ist eine Teilmenge der Liste der Kulturdenkmale im Vogtlandkreis. 

## Klingenthal
| Bild                                    | Bezeichnung | Lage                                                | Datierung | Beschreibung | ID       |
| --------------------------------------- | --- | --------------------------------------------------- | --- | --- | -------- |
| Direkt Bild zu diesem Denkmal hochladen | Denkmal für die Gefallenen des Ersten Weltkrieges                                                                                                 | (Gemarkung Untersachsenberg, Flurstück 227) (Karte) | 1922 | Kriegerdenkmal unter einem Rundtempel, ortsgeschichtlicher und künstlerischer Wert. Rundtempel mit einer Kuppel, Schieferdeckung, acht toskanische Säulen aus Waschbeton, der Gedenkstein quaderförmig aus Sandstein mit Inschrift eingemeißelt: „Ihren für das Vaterland 1914–1918 gefallenen 105 Söhnen – Die Gemeinde Untersachsenberg – 1922 – Heilig sei ewig die Stätte, die unseren Toten geweiht, die für des Vaterlandes Ruhm fielen in blutiger Schlacht. Fern von der Heimat wohl ruht ihr vergänglicher Leib, unvergänglich doch lebt stets ihr Name noch fort“. Ursprünglich die Namen der Gefallenen in Syenitplatten eingelassen (zerstört), hangseitig eine große Freitreppe vorgelegt, der Tempel wird von Eichenbäumen gerahmt, die Anlage ist eine weithin sichtbare Landmarke (denkmal- und forstgerechte Instandsetzung bis 2004). | 09234148 |
|                                         | Sachgesamtheit Königlich-Sächsische Triangulierung („Europäische Gradmessung im Königreich Sachsen“); Station 141, Kiel                           | (Gipfel des Berges Kiel) (Karte)                    | 1850–1890 | Station der Königlich-Sächsischen Triangulation, Netz 2. Ordnung, vermessungsgeschichtlich und technikgeschichtlich von Bedeutung. Quadratischer Pfeiler aus drei Bestandteilen bestehend: Sockel mit kleineren Querschnitt als oberer pyramidenstumpfartiger Schaft, dazwischen Platte/Sims. Keine Abdeckplatte vorhanden, Inschriftplatte fehlt, Höhe 2,2 m, Material Granit. Die Station wurde auf dem höchsten Punkt des Berges Kiel, auf der südöstlichen Seite desselben eingerichtet. Das Jahr der Errichtung ist nicht überliefert. Die Station steht im damaligen Forstrevier Brunndöbra bei Klingenthal des Königlich Sächsischen Staatsfiscus. Die Granitsäule hat einen gestuften quadratischen Querschnitt. Eine ursprünglich am Sockelstein vorhandene Schriftplatte ist ebenso verloren gegangen wie die Deckplatte. Die Schutzkappen über den beiden Dreikantschrauben sind mit Nieten verschlossen – diese Maßnahme in den 1920er Jahren brachte auch keinen zusätzlichen Schutz. Der Kopf der Säule ist teilweise abgeschlagen. Wegen des hohen Baumbewuchses sind die Sichten heute sehr eingeschränkt. | 09305048 |
| Direkt Bild zu diesem Denkmal hochladen | St. Johannis-Kirche | Adalbert-Stifter-Straße (Karte)                     | 1880 | Pfarrkirche von Untersachsenberg-Georgenthal in der Ortschaft Steindöbra, historistische Saalkirche im Rundbogenstil des 19. Jahrhunderts, ortsgeschichtlich und städtebaulich bedeutsam. - Kirche: langrechteckiger Putzbau mit 5/8 Chorabschluss, Rundbogenfenster, Westturm über quadratischem Grundriss, im oberen Bereich oktogonal, auch ebensolcher Helmabschluss - Innen: flache, kassettierte Decke, umlaufende eingeschossige Empore, ornamentierter Chorbogen gestuckt, originale Ausstattung „Eule-Orgel“ aus dem Jahr 1927 | 09234028 |
| Direkt Bild zu diesem Denkmal hochladen | Friedhof Klingenthal III (Sachgesamtheit); Friedhof Steindöbra; Friedhof Sachsenberg-Georgenthal                                                  | Adalbert-Stifter-Straße (Karte)                     | Nach 1900 | Sachgesamtheit Friedhof Klingenthal III, mit folgenden Einzeldenkmalen: drei Grabmäler, Grabstätte Böhm Abt. E, Nr. 12, Familiengrabstätte Eßbach (mit Gruft) Abt. E, Nr. 16 und Reihenurnengrab Glaß Abt. E, Nr. 1a (siehe Einzeldenkmal 09248127) sowie gärtnerisch gestaltete Friedhofsanlage; regionalhistorische Bedeutung. | 09305207 |
| Direkt Bild zu diesem Denkmal hochladen | Drei Grabmäler, Grabstätte Böhm, Familiengrabstätte Eßbach (mit Gruft) und Reihenurnengrab Glaß (Einzeldenkmale zu ID-Nr. 09305207)               | Adalbert-Stifter-Straße (Karte)                     | 1922 (Grabmal); wohl nach 1949 (Grabstätte Böhm); 1997 (Urnengrab Harry Glaß) | Einzeldenkmale der Sachgesamtheit Friedhof Klingenthal III; regionalhistorische Bedeutung. - Grabstätte Otto Hermann Böhm (Abt. E, Nummer 12): Geboren 1868, gestorben 1949, war Sohn von Friedrich August Böhm, als bedeutender Unternehmer im Bau von Mundharmonikas, Akkordeons, Concertinas in Sachsenberg (gegründet 1850). Überregionale personengeschichtliche Bedeutung: Böhm förderte den Fremdenverkehr in der obervogtländischen Region, er stiftete Grundstücke zum Anlegen eines Naturparkes am Aschberg (im Bereich der Gastwirtschaft „Friedenshöhe“), der 1999 errichtete Aussichtsturm auf dem Aschberg trägt seinen Namen. Der große, schwarze aufrecht stehende Granitgrabstein mit Inschrift für Böhm: „Sis Feierobnd s’is Feierob’d. Es Tagwerk is vullbracht. S’gieht alles seiner Haamit zu. Ganz sachte schleicht de Nacht“ (Anton Günther). - Große Familiengrabstätte Eßbach (Abt. E, Nummer 16): Mit dreiteiliger Fassung, die Mitte betonend. Zwischen zwei hohen, blockartigen Granitstelen eine Bronzeplastik: der Christus als Wegweiser, der sein Kreuz aufrecht trägt, zwei Schmuckurnen aus Granitgestein vor und neben der Plastik, flankierend von aufrecht stehenden Grabplatten aus poliertem Granitgestein, künstlerischer Wert. - Urneneinzelgrab Glaß (Abt. E, Nummer 1a): Mit kleinem Grabstein und Schmuckziervase aus Bronzeguss für Harry Glaß, geboren 1930, gestorben 1997, bedeutender Skisprungsportler, Olympiabronze 1956 in Cortina de Ampezzo, überregionale personengeschichtliche Bedeutung. | 09248127 |
| Direkt Bild zu diesem Denkmal hochladen | Katholische Pfarrkirche Maria Rosenkranzkönigin (Nr. 6a) und Pfarrhaus (Nr. 6)                                                                    | Am Friedensberg 6, 6a (Karte)                       | 1872 (Kirche); um 1900 (Pfarrhaus) | Kirche neogotische Basilika mit Westturm, Pfarrhaus historisierender Klinkerbau, städtebauliche und landschaftsprägende Bedeutung, bilden harmonische Einheit aus der Erbauungszeit. - Kirche: Backsteinbau (Klinker) über Werksteinsockel, gerader Chorabschluss, Westturm über quadratischem Grundriss mit oktogonalem Glockengeschoss und spitzem Oktogondach - Im Inneren: Schlanke Holzpfosten tragen die mehrfach gestufte tonnenartige geschalte Decke, Westempore, Rippengewölbe über Chorraum, Ausstattung aus 1994, „Eule-Orgel“ aus dem Jahr 1973 - Restaurierungen: 1963 (Entfernung der neugotischen Ausstattung), 1985, 1990, 1994 - Pfarramtsgebäude mit Wohnungen: Klinkerbau, verschiefertes Satteldach, Anbauten und Erweiterung mit geputzten Fassaden (1994/95) | 09234030 |
| Direkt Bild zu diesem Denkmal hochladen | Ehemalige Ausflugsgaststätte (Restaurant „Kamerun“), heute Wohnhaus                                                                               | Am Friedensberg 47 (Karte)                          | Um 1890 | Zweigeschossiges verbrettertes Gebäude, ortsgeschichtlich bedeutsam. Holzverbretterung, rückführbare nachträgliche Anbauten. | 09234081 |
| Direkt Bild zu diesem Denkmal hochladen | Doppelwohnhaus (Umgebinde) in offener Bebauung | Am Schulplatz 11, 13 (Karte)                        | 18. Jahrhundert | Eingeschossiges verbrettertes Gebäude, mit Blockstube, an Nummer 11 Umgebindekonstruktion erhalten, wissenschaftlich-dokumentarischer und bauhistorischer Wert. Altes Blockhaus mit nachträglicher Verlängerung, vermutlich ehemaliger Werkmeisterwohnung, Nummer 13 modernisiert. | 09234031 |
| Weitere Bilder                          | Evangelische Stadtkirche Zum Friedefürsten (mit Ausstattung)                                                                                      | Amtsberg 2 (Karte)                                  | 1736–1737 (Kirche); 1872 (Orgel) | Achteckiger Zentralbau, wertvolle Innenausstattung unter anderem Kanzelaltar, bauhistorischer, ortsgeschichtlicher, städtebaulicher (ortsbildprägend) und künstlerischer Wert (Singularität). Rundkirche (restauriert 1895, 1953, 2000), größter und erster regelmäßiger Achteck-Bau in Sachsen, vorgelagerte rechteckige Treppenhäuser. Originale Ausstattung, dreigeschossige umlaufende Emporen, hohes kuppelartig, dreifach gestuftes und geschweiftes Dach, bekrönt von Laterne mit böhmischer Haube. | 09234082 |
|                                         | Denkmal für die Gefallenen des Deutsch-Französischen Krieges 1870/1871 und Denkmal für die Gefallenen des Ersten Weltkrieges                      | Amtsberg 2 (neben) (Karte)                          | nach 1871; nach 1918 | Ortsgeschichtliche und künstlerische Bedeutung. Die Denkmale und das Epitaph bilden eine Einheit. Das Denkmal für die Gefallenen im Deutsch-Französischen Krieg 1870/71 besteht aus einem zweiteiligen Sockel über quadratischem Grundriss und aus einem dreiteiligen Werksteinobelisk (Sandstein) mit Aufsatz. Die Inschriften auf dem Postament mit den Namen und Datum sind verwittert. Darüber erhebt sich ein gedrungener Obelisk mit bekrönender Königskrone und Kreuz. An der Schauseite ein Lorbeerkranz, ein Verdienstkreuz umschließend. Sockel und Obelisk werden durch eine verkröpfte und profilierte Platte geteilt und gegliedert. Dieses Denkmal wird von Ziersträuchern und -pflanzungen gefasst. An der Außenwand der Kirche in Sockelhöhe eine trauernde Plastik (Krieger) sitzend, mit gebrochenem Schwert auf Sockelquadern aus Granit. Dahinter ein sechsteiliges, jedoch zusammengefügtes Epitaph aus Sandstein mit den Namen und Daten der Klingenthaler Gefallenen (verwittert), mit einfacher Verdachung. Drei weitere sockelhohe Stelen aus Marmor für die Opfer von faschistischer und stalinistischer Gewaltherrschaft, links daneben, sie sind jedoch keine Denkmale. | 09234092 |
| Direkt Bild zu diesem Denkmal hochladen | Kantorat | Amtsberg 6 (Karte)                                  | Um 1800 | Original erhaltenes, zeittypisches Fachwerkgebäude, mit stadtgeschichtlichem und städtebaulichem Wert. Fachwerk-Obergeschoss verputzt und verkleidet, Erdgeschoss massiv, zwei dreifach kassettierte, zweiflüglige Haustüren mit Oberlicht, Knauf und Sonnenmotiv, guter Originalzustand, Dacherker Fachwerk-Obergeschoss verputzt, dreiachsige Giebelseite, Satteldach, Erdgeschoss wahrscheinlich massiv unterfahren. | 09234804 |
| Direkt Bild zu diesem Denkmal hochladen | Portal eines Gerichtsgebäudes (Amtsgericht) | Amtsberg 7 (Karte)                                  | Bezeichnet mit 1902 | Repräsentatives Werksteinportal aus Sandstein in barockisierender Formensprache, künstlerischer Wert. Gekehlte und gefaste Gewände mit Rollwerk, mehrstufige, profilierte Verdachung mit flankierenden Schmuckvasen als Aufsatz, mittig als Schlussstein bildhauerisch herausgearbeitetes königlich-sächsisches Staatswappen flankiert von Schriftzug und Jahreszahl „Anno 1902“, zweiflügelige, kassettierte Tür mit Glasausschnitten, künstlerisch verzierten schmiedeeisernen Vergitterungen und dreiteiligem Oberlicht, die Werksteingewände sind im Brüstungsbereich stark beschädigt (Schollenbildung, Abplatzungen, Aussprengungen). | 09248132 |
|                                         | Ehemalige Jahn'sche Handels- und Gewerbeschule, heute Berufliches Schulzentrum                                                                    | Amtsberg 12 (Karte)                                 | Im Kern 1911–1912 (Berufsschule); 1928–1929 grundlegend umgebaut (Berufsschule) | Mehrgeschossiger massiver Putzbau in der Formensprache des Funktionalismus und in Anlehnung an den Art-déco-Stil, von regionalgeschichtlichem und landesgeschichtlichem sowie künstlerischem Wert. Das viergeschossige Gebäude erhebt sich auf längsrechteckigem Grundriss. Die Fassaden sind im Wesentlichen horizontal gegliedert, dazwischen Wechsel der Putztexturen (Glattputz in den Brüstungsbereichen, Kratzputz in den Fensterschaftbereichen). Auf der Südseite (Gebäudelängsseite) wird die Horizontalgliederung durch einen leicht hervortretenden Mittelrisalit unterbrochen. Er endet an der Dachtraufe. Darüber ist in der Dachfläche ein vierfacher Stufengiebel (horizontale Simse) mit Satteldachabschluss angeordnet. Giebelseitig werden die Fassaden durch große „Zwerchgiebel“ gegliedert, weiße Kunststoff-Isolierglas-Fenster mit innenliegenden Feinsprossen (nicht denkmalgerecht). Das Dach steht im gekehlten Traufbereich weit über (60 cm), große Walmdachkonstruktion (zirka 30°) mit Schieferschablonendeckung. Innenräume: repräsentatives, breites zweiläufiges Treppenhaus teilweise mit originalem massiven Geländer mit aufliegendem Handlauf aus Holz und Treppenstufenbeläge (Theumaer Schiefer- und Granitplatten), Flure zweihüftig teilweise mit originalen Parkettstäben, kassettierten Türen und Beschlägen, Sitzbänken, sonst überformt. Der „Gliersaal“ stark überformt: Kassettendecke aus Holzpaneelen und Halbrundholzstäben bestehend. Fußboden: originales Fischgratparkett. Im Dachraum über Gliersaal: die originalen Entlüftungskanäle, jedoch nicht als solche genutzt. | 09248131 |
| Direkt Bild zu diesem Denkmal hochladen | Amtsbergschule | Amtsberg 20 (Karte)                                 | 1958–1963 | Fünfflügelige Anlage, gut an das hängige Gelände angepasst (Staffelung), typische Rasterfassaden-Architektur der 1950er/1960er Jahre, bauhistorischer und städtebaulicher Wert. Wohl proportionierte und gestaltete Baukörper, geschickte Anpassung an die Topographie, Gebäudekomplex mit Aula und Plastik im Eingangsbereich, Bronzeplastik (Kleiner Trommler), heute Grundschule „Sigmund Jähn“. | 09234029 |
| Direkt Bild zu diesem Denkmal hochladen | Mietshaus in geschlossener Bebauung (bauliche Einheit mit Auerbacher Straße 4 und Talstraße 1)                                                    | Auerbacher Straße 2 (Karte)                         | Um 1910 | Mit Laden, historisierende Fassade mit Jugendstilelementen, städtebauliche Bedeutung. Dreigeschossig, Putzfassade, im Wechsel mit keramischen Fliesenschmuck als Zier- und Gliederungselemente, hohes Mansardwalmdach. | 09234032 |
| Direkt Bild zu diesem Denkmal hochladen | Mietshaus in Ecklage und in halboffener Bebauung (bauliche Einheit mit Auerbacher Straße 2 und Talstraße 1)                                       | Auerbacher Straße 4 (Karte)                         | Um 1910 | Mit Laden, historisierende Fassade mit Jugendstilelementen, Eckbetonung, städtebauliche Bedeutung. Dreigeschossig, Putzfassade, im Wechsel mit keramischem Fliesenschmuck als Zier- und Gliederungselemente, hohes Mansardwalmdach. | 09234033 |
| Direkt Bild zu diesem Denkmal hochladen | Wohnhaus in offener Bebauung | Auerbacher Straße 10 (Karte)                        | Um 1890 | Villenartiges Gebäude, historisierende Klinkerfassade, städtebaulicher und künstlerischer Wert. Zweigeschossig, gelber Klinker mit Putzlisenen, Eckquaderung, Werksteinsockel. | 09234035 |
| Direkt Bild zu diesem Denkmal hochladen | Doppelwohnhaus in offener Bebauung | Auerbacher Straße 21, 23 (Karte)                    | Um 1910 | Mit Läden, Putzbauten mit Mansarddach, im Reform- und Heimatstil, bauhistorischer Wert. Aufwändig gestaltete Fassade, Wechsel von Putztexturen und Werkstein. | 09234053 |
| Direkt Bild zu diesem Denkmal hochladen | Mietshaus in Ecklage und in ehemals halboffener Bebauung                                                                                          | Auerbacher Straße 25 (Karte)                        | Um 1900 | Mit Laden, historisierende Klinkerfassade, städtebaulicher und baugeschichtlicher Wert. Im Erdgeschoss Putz verändert. Seitenflügel: 1907, liegt zum Marktplatz (Obere Marktstraße 2), Klinkerfassade, im Dachbereich verändert. Firma Scholz, ursprünglich Musikspielwaren Goldon (gegründet 1936). | 09234054 |
| Direkt Bild zu diesem Denkmal hochladen | Wohnhaus in offener Bebauung | Auerbacher Straße 33 (Karte)                        | Um 1905 | Repräsentatives Gebäude im Stil der Neogotik, Klinkerbau mit Eckerker, städtebaulicher und künstlerischer Wert. Klinkerfassade mit Erker, gotisierende Putz-Stuck-Zierelemente, hohes steiles Walmdach, Naturschieferdeckung, repräsentativer Hauseingang mit originaler Tür, figürlicher Schmuck, Polygonmauerwerk am hohen Sockelgeschoss. | 09234038 |
| Direkt Bild zu diesem Denkmal hochladen | Mietshaus in halboffener Bebauung | Auerbacher Straße 45 (Karte)                        | Um 1900 | Mit Läden, historisierender Klinkerbau, baugeschichtlicher Wert. Klinkermischbauweise, Putzlisenen im Wechsel mit Sandsteingewänden und Fensterverdachungen. | 09234040 |
| Direkt Bild zu diesem Denkmal hochladen | Wohnhaus | Auerbacher Straße 56 (Karte)                        | 1908 | Repräsentiert zeitgenössischen Reform- und Landhausstil, baugeschichtliche und ortsentwicklungsgeschichtliche Bedeutung. Zweigeschossiger Putzbau auf Ziegelsockel, Eckrustika, heterogener Grund- und Aufriss, Dach auf Krüppelwalmdachbasis, mehrere Erker mit Zierfachwerk, hölzerner Wintergarten im Obergeschoss, kleinteilige Fenstersprossung erneuert, innen Wohnungstüren und andere Holzelemente noch mit Jugendstileinfluss, ursprüngliche Gartengestaltung nicht mehr vorhanden. | 09306487 |
| Direkt Bild zu diesem Denkmal hochladen | Wohnhaus in offener Bebauung | Auerbacher Straße 126 (Karte)                       | Ende 19. Jahrhundert | Eingeschossiges verbrettertes Gebäude, in vogtlandtypischer Blockbauweise als Doppelstubenhaus, Vorbild einer Bautradition, regionalhistorischer, wissenschaftlicher und hauskundlicher Wert | 09234045 |
| Direkt Bild zu diesem Denkmal hochladen | Wohnhaus in offener Bebauung, mit Einfriedung | Auerbacher Straße 135 (Karte)                       | Bezeichnet mit 1904 | Villenartiges Gebäude, historisierender Klinkerbau mit Anklängen an den Jugendstil, Einfriedung mit Klinkerpostamenten und zeittypisch geschmiedete Zaunsfeldern, baugeschichtlicher und künstlerischer Wert. Zweigeschossige Villa mit ausgebautem Mansarddachgeschoss, roter Klinker mit Putzflächen und Naturstein abgesetzt, bezeichnet mit 1904 im Frontispiz. | 09234046 |
| Direkt Bild zu diesem Denkmal hochladen | Wohnhaus und Seitengebäude (mit Scheune) eines Bauernhofes                                                                                        | Auerbacher Straße 150 (Karte)                       | Um 1800 | Wohnhaus mit Blockstube, Obergeschoss Fachwerk verbrettert oder verschiefert, Seitengebäude verbrettert, städtebaulicher, wissenschaftlich-dokumentarischer Wert, typologisch bedeutsam für die Bauepoche um 1800. Wohnhaus zweigeschossig, Erdgeschoss teilweise massiv, Fensterläden, sehr schöne Haustür um 1790. | 09234048 |
| Direkt Bild zu diesem Denkmal hochladen | Meilenstein | Auerbacher Straße 178 (bei) (Karte)                 | 19. Jahrhundert | Königlich-Sächsischer Meilenstein, verkehrsgeschichtlicher und wissenschaftlich-dokumentarischer Wert. | 09234055 |
| Direkt Bild zu diesem Denkmal hochladen | Wohnhaus (Umgebinde) in offener Bebauung | Auerbacher Straße 207 (Karte)                       | 19. Jahrhundert | In vogtlandtypischer Bauart, Fachwerk-Obergeschoss und Untergeschoss verbrettert, Zwerchhaus verschiefert, wissenschaftlich-dokumentarischer Wert, bedeutsam für die Volksbauweise. Zweigeschossig, Doppelstubenblockhaus mit Umgebinde, Giebeldreieck verschiefert, Zwerchgiebel straßenseitig. | 09234049 |
| Direkt Bild zu diesem Denkmal hochladen | Wandbild in einem Büroraum der Aschberg-Apotheke                                                                                                  | Auerbacher Straße 244 (Karte)                       | Um 1935 | Darstellung von Stadtansichten in den vier Jahreszeiten, als Zeugnis der Stadtentwicklung bedeutsames Bilddokument. Schmales Band, den ganzen Raum im oberen Drittel umziehend, authentische Darstellung des Stadtteiles von Klingenthal vom Standpunkt der Apotheke aus gesehen, naive Malerei – vermutlich von Dekorationsmaler oder Heimatmaler. | 09247174 |
| Direkt Bild zu diesem Denkmal hochladen | Wohnhaus (mit Anbau) in offener Bebauung und Brunnenhaus                                                                                          | Auerbacher Straße 323 (Karte)                       | | Eingeschossiges verbrettertes Doppelstubenblockhaus, Hanglage unterhalb des Scheibenberges, landschaftsprägendes Ensemble von bauhistorischem Wert. Typisches Klingenthaler Wohn/Scheunengebäude, steiles Satteldach (Asbesttafeldeckung) mit kleinen Gaupen, voll verschalt mit Deckleisten, hangseitig kleine Scheune in den Hang eingebunden auf Bruchsteingewölbe. | 09234052 |
| Weitere Bilder                          | Ehemaliger Grenzbahnhof Klingenthal mit Empfangsgebäude (Nr. 1), Lokschuppen (Nr. 1a) sowie Triebwagen                                            | Bahnhofstraße 1, 1a (Karte)                         | 1886 | Bahnhof der Schmalspurbahn Klingenthal–Sachsenberg-Georgenthal (6963, sä. KSG, ex KUG), baugeschichtliche Bedeutung, Zeugnis regionaler Verkehrsgeschichte und Ortsgeschichte; Empfangsgebäude 2011 abgerissen. Grenzbahnhof Klingenthal (DKN – 06880 I) an der Eisenbahnstrecke Zwotental–Klingenthal (ZK) und an der Eisenbahnstrecke Klingenthal – Sachsenberg-Georgenthal (KSG). - Grenzbahnhof: aus böhmischem und sächsischem Teil bestehend, der Lokschuppen ist letzter Zeuge der ehemaligen Buschtiehrader Eisenbahn - Triebwagen verkehrte 1958 bis 1964 auf genannter Schmalspurstrecke, war einzige elektrisch betriebene Schmalspurstrecke der Deutschen Reichsbahn, Bahnstrecke geht als Normalspur nach Tschechien, verläuft von Sokolov (Falkenau/Eger) über Kraslice (früher Graslitz und Graslitz-Vorstadt) nach Klingenthal (Streckenbezeichnung: FaK) Zuerst wurde 1873–1876 die Strecke Falkenau–Graslitz in Österreich-Ungarn gebaut, 1884 wurde die Strecke von Graslitz-Vorstadt nach Klingenthal ins Deutsche Reich verlängert. Anfangs plädierte Österreich für Graslitz als Grenzbahnhof, letztlich wurde Klingenthal als Grenzbahnhof und Wechselstation bestimmt. | 09234056 |
|                                         | Mietshaus in offener Bebauung | Bahnhofstraße 10 (Karte)                            | Um 1905 | Historisierende Klinker-Putz-Fassade mit Eckerker und weiterem Erker, Gauben, Sterbehaus der Familie Rauner (bedeutende Baumeister sowie Mundharmonika- und Akkordeon-Fabrikanten in Klingenthal), personengeschichtlicher und künstlerischer Wert | 09234057 |
| Direkt Bild zu diesem Denkmal hochladen | Volksbad Untersachsenberg, ehemalige Badeanstalt                                                                                                  | Bärenloch 7 (Karte)                                 | Um 1920 | Alte Ortschaft Untersachsenberg, an der ehemaligen Eisenbahnstrecke Klingenthal–Sachsenberg-Georgenthal (heute Gelände des Bauhofes für Straßenbau), am Fuß des Berghanges, gut proportioniertes, durch den Heimatstil geprägtes Gebäude, von baugeschichtlicher und ortshistorischer Bedeutung | 09234050 |
| Direkt Bild zu diesem Denkmal hochladen | Ehemaliges Zollbeamtenwohnhaus (Doppelhaus) | Dr.-Zimmermann-Straße 5, 7 (Karte)                  | 1937 | Im Heimatstil, Zollbeamtenwohnhaus Typ B, regionalgeschichtlich und landesgeschichtlich bedeutsam. Das eingeschossige, vierfensterachsige Doppelhaus (Putzbau) mit ausgebautem Dach ist Teil einer Anlage von vier gleichartigen, traufständigen ehemaligen Wohnhäusern für Zollbeamte. Das Gebäude ist in der Mitte funktionell geteilt (zwei Hauseingänge). An den Giebelseiten befinden sich kleine Anbauten, die früher als Motorradschuppen oder „Holzlager“ genutzt wurden, heute als Wohnraum umgebaut. Der Gebäudesockel mit Keller aus grob behauenem Bossenwerkstein (Phyllit), Wechsel von Putzflächen und Stülpschalungen (Dreiecksgiebel), das steile Satteldach beidseitig mit langen und breiten, an den Seiten verwalmten Schleppgaupen, die Dachdeckung in Naturschiefer mit Bogenschnittschablonen in altdeutscher Verlegeart, über dem Hauseingang im Traufbereich heute mit Zinkblechtafeln belegt, die originalen vierflügeligen Kreuzstockkastenfenster mit Doppelklappläden teilweise noch original. Die Bauteile an diesem Doppelhaus sind im Vergleich zu den anderen benachbarten „Zollhäusern“ Nummer 9/11, 13/15 und 17/19 am besten original erhalten, die Freiflächen und Grundstückseinfriedung überformt und verändert. | 09248133 |
| Direkt Bild zu diesem Denkmal hochladen | Ehemaliges Zollbeamtenwohnhaus (Doppelhaus) | Dr.-Zimmermann-Straße 9, 11 (Karte)                 | 1937 | Im Heimatstil, Zollbeamtenwohnhaus Typ B, regionalgeschichtlich und landesgeschichtlich bedeutsam. Das eingeschossige, vierfensterachsige Doppelhaus (Putzbau) mit ausgebautem Dach ist Teil einer Anlage von vier gleichartigen, traufständigen ehemaligen Wohnhäusern für Zollbeamte. Das Gebäude ist in der Mitte funktionell geteilt (zwei Hauseingänge). An den Giebelseiten befinden sich kleine Anbauten, die früher als Motorradschuppen oder „Holzlager“ genutzt wurden, heute sind es Abstellbereiche, Werkstatt, Kfz-Unterstand. Der Gebäudesockel mit Keller aus grob behauenem Bossenwerkstein (Phyllit), Wechsel von Putzflächen und Stülpschalungen (Dreiecksgiebel), das steile Satteldach beidseitig mit langen und breiten, an den Seiten verwalmten Schleppgaupen, die Dachdeckung in Naturschiefer mit Bogenschnittschablonen in altdeutscher Verlegeart, über dem Hauseingang im Traufbereich heute mit Zinkblechtafeln belegt. | 09248134 |
| Direkt Bild zu diesem Denkmal hochladen | Ehemaliges Zollbeamtenwohnhaus (Doppelhaus) | Dr.-Zimmermann-Straße 13, 15 (Karte)                | 1937 | Im Heimatstil, Zollbeamtenwohnhaus Typ B, regionalgeschichtlich und landesgeschichtlich bedeutsam. Das eingeschossige, vierfensterachsige Doppelhaus (Putzbau) mit ausgebautem Dach ist Teil einer Anlage von vier gleichartigen, traufständigen ehemaligen Wohnhäusern für Zollbeamte. Das Gebäude ist in der Mitte funktionell geteilt (zwei Hauseingänge). An den Giebelseiten befinden sich kleine Anbauten, die früher als Motorradschuppen oder „Holzlager“ genutzt wurden, heute befinden sich darin Garagen und Werkstätten. Der Gebäudesockel mit Keller aus grob behauenem Bossenwerkstein (Phyllit), Wechsel von Putzflächen und Spitzwinkelschablonen an den Giebeldreiecken, das steile Satteldach beidseitig mit langen und breiten, an den Seiten verwalmten Schleppgaupen, die Dachdeckung in altdeutscher Verlegeart mit Bogenschnittschablonen in Naturschiefer, über dem Hauseingang im Traufbereich heute mit Zinkblechtafeln belegt, die Fassade mit nicht denkmalgerecht neuer Putztextur, die Fenster sind als nicht denkmalgerechte Einscheibenisolierglaskonstruktion mit Kunststoffrahmen und innenliegenden Scheinsprossen ersetzt worden. Die Freiflächen/Gärten sind verändert. Die Grundstückseinfriedung ist denkmalgerecht als Stangenzaun ausgebildet. | 09248135 |
| Direkt Bild zu diesem Denkmal hochladen | Ehemaliges Zollbeamtenwohnhaus (Doppelhaus) | Dr.-Zimmermann-Straße 17, 19 (Karte)                | 1937 | Im Heimatstil, Zollbeamtenwohnhaus Typ B, regionalgeschichtlich und landesgeschichtlich bedeutsam. Das eingeschossige, vierfensterachsige Doppelhaus (Putzbau) mit ausgebautem Dach ist Teil einer Anlage von vier gleichartigen, traufständigen ehemaligen Wohnhäusern für Zollbeamte. Das Gebäude ist in der Mitte funktionell geteilt (zwei Hauseingänge). An den Giebelseiten befinden sich kleine Anbauten, die früher als Motorradschuppen oder „Holzlager“ genutzt wurden, heute als Wohnraum umgebaut. Der Gebäudesockel mit Keller aus grob behauenem Bossenwerkstein (Phyllit), Wechsel von Putzflächen und Stülpschalungen (Dreiecksgiebel), das steile Satteldach beidseitig mit langen und breiten, an den Seiten verwalmten Schleppgaupen, die Dachdeckung in altdeutscher Verlegeart mit Bogenschnittschablonen in Naturschiefer, über dem Hauseingang im Traufbereich heute mit Zinkblechtafeln belegt. Die Fenster sind vollständig durch zweiflügelige Einscheibenisolierglaskonstruktionen mit Kunststoffrahmen und glasteilenden Feinsprossen ersetzt. Die Hauseingangstür ist nicht denkmalgerecht erneuert. Im Grundstück befinden sich zusätzliche Garagen. Sie sind relativ behutsam in Größe, Dachform und Material dem Wohnhaus angepasst worden. | 09248136 |
| Direkt Bild zu diesem Denkmal hochladen | Rampenmundloch mit Ausfluss und Lokschuppeneinfahrt im ehemaligen VEB Fluß- und Schwerspat                                                        | Falkensteiner Straße (Karte)                        | 20. Jahrhundert | Regionalhistorische Bedeutung. - Zirka 5 m × 5 m große, hufeisenförmige Öffnung im massiven Gestein (heute vergittert) der ehemaligen bergbaulichen Rampe - Das Mundloch des Wasserlösungsstolln: eingeschossiger Massivbau mit doppelspurigem Gleisanschluss, von wild wachsenden Gehölzen überwuchert, links Lokschuppeneinfahrt, rechts Stolleneinfahrt | 09234058 |
| Direkt Bild zu diesem Denkmal hochladen | Fabrikgebäude | Falkensteiner Straße 31 (Karte)                     | Um 1880 | Alte Ortschaft Brunndöbra, Putzbau mit Ziegelgliederung, vermutlich ehemalige Fabrik Carl Essbach, später C. A. Seydel (Akkordeonbau-„Royal-Standard“), heute als Schaumanufaktur der Klingenthaler Harmonikaherstellung genutzt, regionalgeschichtlicher Wert. Dreigeschossig, Zahnschnittfries, Klinkermischbauweise, Haustür original. | 09234059 |
| Direkt Bild zu diesem Denkmal hochladen | Wohnhaus in offener Bebauung | Felsenweg 4 (Karte)                                 | 1924 | Typischer Wohnbau des traditionellen Stils, orientiert an der Reformstil-Architektur der Zeit um 1910, baugeschichtlich bedeutsam. Typisches Dreifamilienhaus, repräsentativer Putzbau mit aufgeputzten Eckquaderungen, der Gebäudesockel in rustikalem Granitwerksteinmauerwerk, mehrflügelige Holzkastenfenster mit Trennsprossen im Oberlicht original, das hohe Mansardwalmdach mit Naturschiefer gedeckt (Parallelschablonen), gut proportionierte Satteldach- und Schleppgauben. | 09234061 |
| Direkt Bild zu diesem Denkmal hochladen | Wohnhaus (Umgebinde) in offener Bebauung | Gliersteig 2 (Karte)                                | Um 1800 | Verbrettertes Fachwerk-Obergeschoss, Erdgeschoss verbrettert mit Blockstube und Umgebindekonstruktion, Doppelstubenhaus, bauhistorisch bedeutsam. Zweigeschossig, Doppelstubenblockhaus, Krüppelwalmdach, traufseitiger Anbau, voll verschalt. | 09234062 |
| Direkt Bild zu diesem Denkmal hochladen | Denkmal für die Gefallenen des Ersten Weltkrieges                                                                                                 | Goethestraße 14 (vor) (Karte)                       | Nach 1918 | Alte Ortschaft Obersachsenberg, ortsgeschichtlich bedeutend. Großer, über zwei Meter hoher, stelenartig aufrechtstehender unbehauener Naturstein aus Granit, an der Schauseite eingemeißelt: „Den Gefallenen des 1. Weltkrieges“ und die Namen und Daten. Über dem Schriftzug ein Relief, das Eiserne Kreuz symbolisierend. | 09234074 |
| Direkt Bild zu diesem Denkmal hochladen | Ehemalige Aschbergschule | Goethestraße 68 (Karte)                             | Um 1900 | Zweigeschossiger Klinkerbau, ortsgeschichtlich bedeutsam. Einfache Fassadengliederung, flaches Walmdach, Mittelrisalit mit Dreiecksgiebel. | 09234063 |
| Direkt Bild zu diesem Denkmal hochladen | Ehemaliges Zollbeamtenwohnhaus (Doppelhaus) | Graslitzer Straße 1a, 1b (Karte)                    | Um 1937 | Im Heimatstil, Zollbeamtenwohnhaus Typ B, regionalgeschichtlich und landesgeschichtlich bedeutsam. Zweigeschossiges Doppelwohnhaus (Putzbau) mit teilausgebautem Dachraum, sechs Fensterachsen an der Breitseite, vier Fensterachsen an der Schmalseite, hohes Untergeschoss (Sockel) aus Granitbossengestein, steiles Satteldach mit breiter Schleppgaube, Naturschieferdeckung, zwei separate Eingänge, das Gebäude ist mittig geteilt. Fassade: originale Kratzputztexturen und zweiflügelige Holzkastenfenster mit Feinsprossen und Doppelklappläden original erhalten. | 09234067 |
| Direkt Bild zu diesem Denkmal hochladen | Ehemaliges Zollbeamtenwohnhaus (Doppelhaus) | Graslitzer Straße 1c, 1d (Karte)                    | Um 1937 | Im Heimatstil, Zollbeamtenwohnhaus Typ B, regionalgeschichtlich und landesgeschichtlich bedeutend. Zweigeschossiges Doppelwohnhaus (Putzbau) mit teilausgebautem Dachraum, sechs Fensterachsen an der Traufseite, vier Fensterachsen an der Schmalseite, hohes Untergeschoss (Sockel) aus Granitbossengestein, steiles Satteldach mit breiter Schleppgaube, Naturschieferdeckung, zwei separate Eingänge, das Gebäude ist mittig geteilt. Fassade: originale Kratzputztexturen und zweiflügelige Holzkastenfenster mit Feinsprossen und Doppelklappläden original erhalten. | 09234069 |
|                                         | Mietshaus in halboffener Bebauung | Graslitzer Straße 3 (Karte)                         | Bezeichnet mit 1905 | Mit Laden, historisierende Klinkerfassade mit Jugendstilelementen, städtebaulich und baugeschichtlich bedeutend. Dreigeschossig, originale gebundene Fenster und Haustür mit repräsentativem Eingangsportal, Rustikamauerwerk aus Werkstein-Sandstein, an der offenen Hausseite viergeschossig, typisches repräsentatives „Bürgerhaus“ des Jugendstiles, Wechsel von Klinkermauerwerk, handwerklich, künstlerisch bearbeiteten Werksteingewänden, Putz-Stuck-Ornamente in den Brüstungsbereichen. | 09234065 |
|                                         | Wohnhaus in offener Bebauung, mit Einfriedung | Grenzstraße 15 (Karte)                              | Um 1910 | Villenartiges Gebäude, Reformstil-Architektur, baugeschichtlich bedeutsam. Eingeschossiger Putzbau mit ausgebautem Dachgeschoss in der Mansarde, Mansardwalmdach, Giebeldreiecke verschalt, Tür- und Fenstergewände sowie Architekturzierelemente aus Waschbeton, Kastenfenster mit Läden original erhalten. Hausspruch im straßenseitigen Giebel: „Gott gebe allen, die uns kennen, noch vielmal mehr als sie uns gönnen.“ Einfriedung: Postamente in Waschbeton, Bretterzaun in geschwungener Form. | 09234071 |
| Direkt Bild zu diesem Denkmal hochladen | Wohn- und Kontorgebäude der ehemaligen Fabrik J. Köhler                                                                                           | Grenzstraße 19 (Karte)                              | Um 1900 | Eingeschossiger historisierender Klinkerbau, ortshistorisch und baugeschichtlich bedeutsam. - Wohn- und Kontorgebäude: zweigeschossiger, massiver Klinkerbau, Wechsel von gelben und roten Klinkern, Architekturzierelemente auch mit Terrakotten (Palmettenaufsatz auf Verdachung des Mittelrisalits), Satteldach mit Natur-Schieferdeckung, originale flankierende Gaupen mit Zierhelmen, originale Hauseingangstür, Name des Eigentümers im Giebeldreieck des Risalites: „J. Köhler“, Grundstückseinfriedung original erhalten, Zaunpfosten in Waschbeton, Felder als geschwungener Lattenzaun weiten sich oben - Fabrikgebäude: schlichter zweigeschossiger Klinkerbau mit Sockelgeschoss in polygonalem Natursteinmauerwerk, das flache Mansardwalmdach am Giebel mit Schopf in Naturschieferdeckung, große Holzfenster in Segmentbogenform original erhalten, wohl ehemals Stickerei-Fabrik | 09234073 |
| Direkt Bild zu diesem Denkmal hochladen | Wohnhaus in offener Bebauung | Höhenweg 1 (Karte)                                  | Wohl 1. Hälfte 19. Jahrhundert | Alte Ortschaft Untersachsenberg, eingeschossiges verbrettertes Gebäude, Blockstube wahrscheinlich erhalten, baugeschichtlicher und wissenschaftlich-dokumentarischer Wert. Wohnhaus auf längsrechteckigem Grundriss, steiles Satteldach, Zinkblechtafeln auf Schalung, ursprünglich Keilnutschindeln, verbrettert, Holzvorhäuschen, Giebeldreiecke mit Asbesttafeln. | 09234077 |
| Direkt Bild zu diesem Denkmal hochladen | Wohnhaus in Ecklage und in geschlossener Bebauung                                                                                                 | Holzhofstraße 3 (Karte)                             | Um 1905 | Historisierende Klinkerfassade mit Volutengiebeln, Eckbetonung, städtebaulich bedeutsam. Gelber Klinker, zeitweise genutzt als Verwaltungsgebäude. | 09234079 |
| Direkt Bild zu diesem Denkmal hochladen | Zwei Wohnhäuser in offener Bebauung (C. A. Seydel's-Fachwerkwohnhäuser)                                                                           | Jahnweg 23, 24 (Karte)                              | 1903 | Erbaut für die Fabrikantenfamilie Seydel (bedeutender Unternehmer der Herstellung von Mundharmonikas in Klingenthal), Fachwerkbauten im Schweizerhaus-Stil, am Gegenhang zum Firmengelände, landschaftsgestalterisch bedeutsam, wissenschaftlich-dokumentarischer Wert. Zweigeschossige, giebelständige Fachwerkgebäude mit massivem Sockel aus Ziegel- und Klinkermauerwerk, Hanglage, landschaftlich auffällig, die flachen Satteldächer mit giebelseitigem Überstand und Schwebekonstruktion, trotz Veränderungen (Fenster) wichtige Vertreter ihres Gebäudetypes. | 09248130 |
| Direkt Bild zu diesem Denkmal hochladen | Wohnhaus in halboffener Bebauung | Kirchstraße 1 (Karte)                               | Um 1880 | Mit Laden, historisierende Klinkerfassade, städtebaulich und baugeschichtlich bedeutsam, Fensterverdachungen mit Dreiecksgiebelchen im Obergeschoss | 09234083 |
| Direkt Bild zu diesem Denkmal hochladen | Wohnhaus in halboffener Bebauung | Kirchstraße 3 (Karte)                               | Um 1800 | Mit nachträglich eingebauten Laden, einfach gegliederter Putzbau, zum historischen Ortskern Klingenthals gehörendes Wohngebäude, von städtebaulichem und baugeschichtlichem Wert. Fachwerk-Obergeschoss verputzt, Erdgeschoss massiv mit Laden, städtebaulich wichtig durch Lage neben Kirche. | 09234800 |
|                                         | Wohnhaus in offener Bebauung | Kirchstraße 6 (Karte)                               | Um 1890 | Villenartiges Gebäude, Klinkerfassade, im Stil des Historismus, städtebaulich dominierend, baugeschichtlich von Bedeutung. Vermutlich ehemaliges Wohnhaus, Zahnschnittfries unter Dach, Fensterverdachung mit Dreiecksgiebelchen im Obergeschoss. | 09234084 |
|                                         | Wohnhaus in offener Bebauung | Kirchstraße 13 (Karte)                              | Um 1800 | Eingeschossiges verbrettertes Gebäude, vermutlich mit Blockstube, vogtlandtypische Bauweise, wissenschaftlich-dokumentarisch bedeutsam. Erhaltene Blockbauweise, verbrettert, schlichtes traufständiges „Holzhaus“. | 09234086 |
|                                         | Rathaus | Kirchstraße 14 (Karte)                              | 1913 | Mehrflügelige Anlage, repräsentativer, das Stadtbild maßgebend prägender Putzbau, Reformstil-Architektur, ortsgeschichtlich von Bedeutung, auch baukünstlerischer Wert. Dreigeschossiger Kopfbau auf quadratischem Grundriss, durchgehendes Gurtgesims über Erdgeschoss mehrflügelige Holzkastenfenster original, „Glattputzfassade“, hohes Walmdach mit Naturschieferdeckung in altdeutscher Verlegeart, harmonisch proportionierte Dachaufbauten, unter anderem mittig repräsentative geschlossene Laterne mit flach geschweiftem Helm, flache Schleppgauben, im Inneren repräsentatives Treppenhaus, Bleiverglasungen, die Verwaltungsanbauten bilden mit dem Kopfbau eine U-Form, geschweifte und gebrochene Satteldächer mit analoger Deckung, handwerklich qualitätvolle Ausbildung des bauplastischen Schmuckes (Waschbeton, Stuck-Putz, Schmiedeeisen) dominierende differenzierte Bauwerksmassen am Hang. | 09234087 |
|                                         | Wohnhaus in offener Bebauung | Kirchstraße 15 (Karte)                              | Um 1800 | Eingeschossiges Gebäude in vogtlandtypischer Blockbauweise, überwiegend Kopie von 1994, bauhistorischer Aussagewert (Hauskunde). Blockhaus, 1994 Wiederaufbau unter Verwendung einiger alter Bauteile, dieses alte Haus hatte ein sehr steiles Satteldach, teilweise mit Holzschindeln, Dachdeckung mit Zinkblechtafeln im Erdgeschoss kleiner Stall, das ursprüngliche Haus mit gutem Originalbestand. | 09234088 |
| Direkt Bild zu diesem Denkmal hochladen | Glier-Haus: Zwei miteinander verbundene Wohnhäuser in offener Bebauung (Nr. 16) und Erweiterungsbau (Nr. 18)                                      | Kirchstraße 16, 18 (Karte)                          | 1788 Dendro (Nr. 16, altes Wohnhaus); 1853 Dendro (Anbau Haus Nr. 18) | In Holzblockbauweise und Fachwerkbauweise errichtete Gebäude, zum Teil verbrettert, von außerordentlich hoher baugeschichtlicher, personengeschichtlicher, stadtgeschichtlicher sowie städtebaulicher Bedeutung. Die beiden zwei- bzw. dreigeschossigen giebelständigen Gebäude liegen an der Hangkante. Das südliche Gebäude mit breitem und hohem Satteldach, Schieferschablonendeckung, großes Zwerchhaus an der Südseite, vermutlich Blockstuben im Erdgeschoss, die Obergeschosse in Fachwerkkonstruktion (gezapfte Verbindungen), vollverschalt. Das nördliche Gebäude mit giebelseitigem auskragendem Obergeschoss, Vier-Felder-Arkade, Krüppelwalmdach. | 09234089 |
| Direkt Bild zu diesem Denkmal hochladen | Pfarrhaus | Kirchstraße 19 (Karte)                              | Um 1880 | Städtebaulich dominierende Hanglage, neben dem Friedhof Klingenthal I und in Nähe der Rundkirche „Zum Friedefürsten“, ortsgeschichtlich bedeutsam. Vereinfachter zweigeschossiger Putzbau, hohem Sockelgeschoss und teilausgebautem Dachgeschoss, originale Haustür, teilweise erhaltene Kastenfenster, originale Zimmertüren. | 09233942 |
| Direkt Bild zu diesem Denkmal hochladen | Friedhof Klingenthal I (Sachgesamtheit), Kirchlicher Friedhof „Zum Friedefürsten“                                                                 | Kirchstraße 19a (Karte)                             | Um 1895 (Friedhof); nach 1900 (Grabmale) | Sachgesamtheit Friedhof Klingenthal I, mit folgenden Einzeldenkmalen: Feierhalle sowie folgende Grabstätten (siehe Einzeldenkmal 09233941): - Familien-Erbbegräbnis Berthold, Meinel, Kuchenbäcker Abt. K, Nr. 51 - Familien-Erbbegräbnis Friedrich Jaeger Abt. E, Nr. 77 - Familien-Erbbegräbnis Ernst Uebel Abt. D, Nr. 99 - Familien-Erbbegräbnis (mit Gruft) Carl Friedrich Glier Abt. I, Nr. 39 - Familien-Erbbegräbnis Chr. Leonhardt Abt. L, Nr. 121 - Familien-Erbbegräbnis Rauner Abt. K, Nr. 48 - Familien-Grabstätte Hegenberger/Kuntzsch Abt. L, Nr. 101 - Familien-Erbbegräbnis F. W. Surmann Abt. C, Nr. 25 - Familien-Grabstätte Doerfel-Steinfelser Abt. C, Nr. 20 - Familien-Erbbegräbnis (mit Gruft) C. W. Meinel Abt. L, Nr. 124 - Familien-Grabstätte Giers Abt. I, Nr. 37 - Familien-Grabstätte F. C. Meinel Abt. B, Nr. 13 sowie gärtnerisch gestaltete Friedhofsanlage. | 09305205 |
| Direkt Bild zu diesem Denkmal hochladen | Feierhalle sowie Grabstätten (Einzeldenkmale zu ID-Nr. 09305205)                                                                                  | Kirchstraße 19a (Karte)                             | Um 1895 (Feierhalle); 1901–1903 (Erbbegräbnis Familie Moritz Rauner); 1901 (Erbbegräbnis Berthold, Meinel, Kuchenbäcker); nach 1907 (Familiengrabstätte Leonhard); nach 1927 (Familiengrabstätte Giers) | Einzeldenkmale der Sachgesamtheit Friedhof Klingenthal I; Feierhalle neogotischer Klinkerbau, Grabstätten von personengeschichtlicher und ortsgeschichtliche Bedeutung. - Feier- und Leichenhalle: eingeschossiger roter Klinkerbau auf unregelmäßigem Grundriss, schwarzglasierte Ziegel als Zierelemente, Tür nach Original nachgebildet, im Inneren vereinfacht, 1936/37 vermutlich Umbau im Inneren, aus dieser Zeit Tür in Feierhalle, Denkmalwert: künstlerische Qualität - Grabstätten | 09233941 |
|                                         | Transformatorenturm | Kirchstraße 19a (bei) (Karte)                       | Um 1930 | Vom Heimatstil geprägter Zweckbau in gutem Originalzustand, wissenschaftlich-dokumentarischer Wert. Quadratischer Grundriss, Putzbau mit Natursteinsockel und Naturstein-Eckquaderung, Einfassung des rundbogigen Eingangs mit Naturstein, Tür aus Entstehungszeit, Holztür mit diagonaler Brettlage, über Eingang Rundfenster, ebenfalls mit Naturstein-Einfassung, geschweiftes Satteldach, Naturschieferdeckung. | 09233930 |
| Direkt Bild zu diesem Denkmal hochladen | Wohnhaus (Umgebinde) in offener Bebauung | Kirchstraße 59 (Karte)                              | Vor 1800 | Vogtlandtypisches eingeschossiges verbrettertes Gebäude mit Umgebindekonstruktion, mit Blockstube (Doppelstubenhaus), bauhistorisch bemerkenswert. Umgebindekonstruktion, traufständig an steilem Berghang, großes Zwerchhaus auf hohem steilen Satteldach, Giebeldreiecke mit Parallelschablonen aus Naturschiefer, ansonsten voll verschalt, Anbau hangseitig. | 09234091 |
| Direkt Bild zu diesem Denkmal hochladen | Wohnhaus (mit drei Eingängen) | Körnerberg 5, 7, 9 (Karte)                          | Vor 1800 | Konglomerat dreier ineinander verschachtelter und „verwachsener“ Gebäude mit Blockstuben und weiterer Holzkonstruktion, ältester Hausteil vor 1800, wahrscheinlich eines der ältesten Gebäude im Ort, baugeschichtlich und ortsgeschichtlich bedeutsam. Das Wohnhaus gehört heute zu den ältesten Wohnhäusern am Körnerberg, es ist vermutlich über 200 Jahre alt. Das Doppelwohnhaus besteht heute aus dem Haus Körnerberg 7 und 9, wobei Körnerberg 7 der ehemalige Wohnteil und Körnerberg 9 vermutlich ein nachträglicher Anbau ist (ursprünglich Wirtschaftsteil des Hauses). Im Erdgeschoss von Körnerberg 7 blieb die Blockstube vollständig erhalten mit Wänden in Blockbauweise, Holzeinschubdecke, weiterhin die Dachkonstruktion original erhalten. Hausnummer 5 nachträglicher Anbau, der im rechten Winkel zum alten Hausteil angefügt wurde. Das Haus erhebt sich auf rechteckigem Grundriss, giebelseitig mit Nummer 9 verbunden, verbretterte Holzhäuser. Neben den Fenstern Verriegelungen der ehemaligen Fensterläden mit kleinen Köpfchen erhalten, Fenster mit gesägten Brettern und kleinen Dreiecksgiebeln eingefasst, im Obergeschoss nachträglich Rollläden angebracht, ohne Eingriff in den historischen Baubestand. Der Denkmalwert ergibt sich aus der baugeschichtlichen und ortsgeschichtlichen Bedeutung auf Grund der Tatsache, dass beide Gebäude zu den ältesten noch erhaltenen Bauten Klingenthals gehören. | 09234093 |
| Direkt Bild zu diesem Denkmal hochladen | Villa | Krummer Weg 1 (Karte)                               | Um 1905 | Putzbau mit Eckturm und Fachwerk-Dachgeschoss, Anklänge an den Heimatstil, landschaftsgestalterisch und künstlerisch bedeutsam. Zweigeschossig, freistehendes repräsentatives Gebäude mit hohem Sockel aus Polygonmauerwerk, Erdgeschoss massiv, verputzte Fassaden, teilweise verschalt mit geschnitzten Zierformen, das Obergeschoss mit Ecktürmen in Fachwerkkonstruktion mit Stülpschalung, die mehrflügeligen Kastenfenster mit Oberlicht original erhalten einschließlich Fensterklappläden, die gegeneinander laufenden breiten Krüppelwalmdächer mit Schopf, „Biberschwanzdachziegel“ doppelt gedeckt, der spitze Helm des Eckturms oktogonal mit Naturschieferdeckung, gut erhaltener alter Gehölzbestand im Grundstück. | 09234094 |
| Direkt Bild zu diesem Denkmal hochladen | Wohnhaus (Umgebinde) in offener Bebauung | Lessingstraße 2 (Karte)                             | Um 1890 | Sockel aus Werkstein, eingeschossiger verbretterter Bau mit Blockstube, Umgebindekonstruktion, in heimattypischer Bauweise, hauskundlicher und baugeschichtlicher Wert. Zweigeschossig, verbrettert mit Brettzierteilen am überkragenden Ortgang, auf hakenförmigem Grundriss mit Bruchsteinsockel das voll verschalte Gebäude, überkragendes Satteldach mit Ortgangzier, teilweise originale mehrflügelige Kastenfenster. | 09234099 |
| Direkt Bild zu diesem Denkmal hochladen | Wohnhaus eines Bauernhofes | Lessingstraße 25 (Karte)                            | Nach 1800 | Eingeschossiges verbrettertes Gebäude mit Blockstube, typischer Vertreter seiner Art in der Klingenthaler Region, hauskundlicher und wissenschaftlich-dokumentarischer Wert. Satteldach, notgedeckt, auf langrechteckigem Grundriss, teilweise originale mehrflügelige Fenster, massiver Türstock am Hauseingang (wohl aus Granitgestein). | 09234095 |
| Direkt Bild zu diesem Denkmal hochladen | Ehemaliges Zollbeamtenwohnhaus (Doppelhaus) | Lessingstraße 29 (Karte)                            | 1937 | Im Heimatstil, Zollbeamtenwohnhaus, giebelständiger Typ (A), auffällig landschaftsprägend, regionalgeschichtlich bedeutsam. Das funktionell mittig geteilte Gebäude ist Teil einer Reihung von drei gleichen Gebäudetypen. Fassaden: Wechsel von Kratzputzflächen und Stülpschalungen, Fenster erneuert, Naturschieferdeckung. | 09234096 |
| Direkt Bild zu diesem Denkmal hochladen | Ehemaliges Zollbeamtenwohnhaus (Doppelhaus) | Lessingstraße 31 (Karte)                            | 1937 | Im Heimatstil, Zollbeamtenwohnhaus, giebelständiger Typ (A), auffällig landschaftsprägend, regionalgeschichtlich bedeutsam. Das funktionell mittig geteilte Gebäude ist Teil einer Reihung von drei gleichen Gebäudetypen. Fassaden: Wechsel von Kratzputzflächen und Stülpschalungen, Fenster erneuert, Naturschieferdeckung. | 09234097 |
| Direkt Bild zu diesem Denkmal hochladen | Ehemaliges Zollbeamtenwohnhaus (Doppelhaus) | Lessingstraße 33 (Karte)                            | 1937 | Im Heimatstil, Zollbeamtenwohnhaus, giebelständiger Typ (A), auffällig landschaftsprägend, regionalgeschichtlich bedeutsam. Das funktionell mittig geteilte Gebäude ist Teil einer Reihung von drei gleichen Gebäudetypen. Fassaden: Wechsel von Kratzputzflächen und Stülpschalungen, Fenster erneuert, Naturschieferdeckung. | 09234098 |
| Direkt Bild zu diesem Denkmal hochladen | Wohnhaus in offener Bebauung | Lindenstraße 8 (Karte)                              | Um 1905 | Historisierende Klinkerfassade, bauhistorisch und ortsgeschichtlich bedeutsam. Ehemalige zweigeschossige Fabrikantenvilla mit angebautem Fabrikationsgebäude (Abbruch 2000), Holzerker, Fenster, Türen erneuert, handwerklich anspruchsvolle Fassaden in rotem Klinkermauerwerk. | 09234100 |
| Direkt Bild zu diesem Denkmal hochladen | Friedhof Klingenthal II (Sachgesamtheit), Friedhof Brunndöbra                                                                                     | Ludwig-van-Beethoven-Straße (Karte)                 | 1895 (Anlage des Friedhofes); nach 1900 (Grabmale) | Sachgesamtheit Friedhof Klingenthal II, mit folgenden Einzeldenkmalen: Feierhalle sowie vier Grabmale (siehe Einzeldenkmal 09234106): - Familiengrabstätte (mit Gruft) Fischer Abt. H, Nr. 15 - Familiengrabstätte Max Spranger Abt. H, Nr. 20 - Familiengrabstätte (mit Gruft) Meinel und Weidlich Abt. H, Nr. 18 - Familiengrabstätte (mit Gruft) Carl Essbach Abt. H, Nr. 9 sowie gärtnerisch gestaltete Friedhofsanlage; alte Ortslage Brunndöbra, Feierhalle schlichter neogotischer Ziegelbau, Grabstätten mit personengeschichtlicher und ortsgeschichtlicher Bedeutung. | 09305206 |
| Direkt Bild zu diesem Denkmal hochladen | Feierhalle sowie vier Grabmale (Einzeldenkmale zu ID-Nr. 09305206)                                                                                | Ludwig-van-Beethoven-Straße (Karte)                 | 1896 (Feierhalle); 1900 (Grabstätte Meinel und Weidlich mit Gruft); 1905 (Grabstätte Essbach mit Gruft); 1921 (Grabstätte Spranger); 1922 (Grabstätte Fischer mit Gruft)                                | Einzeldenkmale der Sachgesamtheit Friedhof Klingenthal II; alte Ortslage Brunndöbra, Feierhalle schlichter neogotischer Ziegelbau, Grabstätten mit personengeschichtlicher und ortsgeschichtlicher Bedeutung. - Sprech- und Leichenhalle: erbaut 1896 durch Firma Knoll und Schmidt, Klingenthal, schlichtes eingeschossiges Backsteingebäude, 1993 in gleichem Material und Formensprache erweitert - Grabstätte Familie Fischer: mit zwei Grabfiguren (Bronzeplastiken: zwei Kinder einen Lorbeerkranz ergreifend), errichtet um 1955, das Grabmal für Joseph Fischer, geboren 1850, gestorben 1932, seit 1901 als Tischlermeister und erfolgreicher Unternehmer in der Herstellung von Konzertzithern, Mundharmonikas, Musikspielwaren, die gesamte Grabstätte ist „eingewachsen“ - Grabmal und Figur für Familie Max Spranger: erfolgreicher Unternehmer im Mundharmonikabau (gegründet 1903), die dreiteilige Grabanlage (polierter Granitstein) mit Bronzeplastik (Frieden symbolisierend), die die Plastik flankierenden Stelen mit bildhauerisch-künstlerisch verzierten Rosenbäumen, die Einfriedung als geschmiedetes Geländer - Große Familiengrabanlage Weidlich: mit dreiteiliger Wandeinfassung mit Werksteinpilastergliederung und Abdeckplatten aus Sandstein, in der Formensprache der Neurenaissance, die Gedenktafeln aus Syenitgestein, die Anlage erhöht, eingefasst mit Granitwerksteinen, künstlerisch verzierten geschmiedeten Einfriedungszäunen; Franz Otto Weidlich geboren 1853, gestorben 1928, Königlich Sächsischer Kammerrat, betrieb erfolgreich eine Harmonikafabrik in Brunndöbra (gegründet 1873), er stiftete Grundstücke für den Bau der Brunndöbraer Kirche (1909) - Große Familiengrabstätte und Gruft Essbach (5): mit dreiteiliger Wandeinfassung aus Muschelkalkstein, im Mittelteil mit Verdachung und Nische, darin Postament mit Urne aus Marmorgestein (?), die Gedenktafeln aus schwarzem Syenitgestein, die Anlage ist mit Postamenten aus Sandstein und gegossenen Bronzerohren gefasst; Carl Essbach geboren 1848, gestorben 1914, bedeutender Unternehmer für Mundharmonikafertigung (gegründet 1872) in Klingenthal, Ende der 1920er Jahre wurde diese Firma von C. A. Seydel Söhne, Untersachsenberg, übernommen; Carl Essbach stellte Grundstücke für den Bau der Kirche in Brunndöbra zur Verfügung | 09234106 |
| Direkt Bild zu diesem Denkmal hochladen | Denkmal für die Gefallenen des Ersten Weltkrieges                                                                                                 | Ludwig-van-Beethoven-Straße (Karte)                 | Um 1930 | Alte Ortslage Brunndöbra, ortshistorischer Wert. Ein zirka 2,50 m hohes Kreuz aus Werkstein (wohl Theumaer Fruchtschiefer) mit Inschrift: „WIR STARBEN FÜR EUCH“ auf einem Basisblock, lagerhaftem Postament und Grundplatte, alles materialeinheitlich. Die Inschrift auf der Schauseite des Postaments ist verwittert. | 09248141 |
| Weitere Bilder                          | Lutherkirche (mit Ausstattung) | Ludwig-van-Beethoven-Straße (Karte)                 | 1909 | Pfarrkirche der Ortschaft Brunndöbra, Saalkirche mit Südwestturm, im Reformstil der Zeit um 1910, Architekt: Fritz Kohl, Plauen, von geschichtlichem, landschaftsgestalterischem und künstlerischem Wert. Massiver Putzbau mit Granitwerksteinen im Sockel, Gewänden, Gesimsen, konvexer Chorabschluss, Sakristeianbau im Osten, Walmdächer mit Schweifgiebeln, Naturschieferdeckung, hoher Glocken- und Uhrturm über quadratischem Grundriss mit geschweiftem pyramidalem Spitzhelm. Im Inneren Spiegeldecke aus Holz, farblich gefasster Chorbogen, Ausstattung original aus der Erbauungszeit, „Eule“-Orgel um 1909. | 09234103 |
| Direkt Bild zu diesem Denkmal hochladen | Wohnhaus (Umgebinde) in offener Bebauung | Ludwig-van-Beethoven-Straße 45 (Karte)              | Um 1910 | Repräsentatives Landhaus mit hohem Sockelgeschoss, Umgebindekonstruktion und ausgebautem Dach, im Heimatstil, von baukünstlerischem Wert. Eingeschossig, Blockbauweise mit Umgebinde, Fachwerkzwerchgiebel, die Fensterläden original, steile Mansardwalmdächer mit Schopf, ineinanderlaufend, Kronendeckung, die Giebeldreiecke im oberen Bereich mit gestoßener Brettschalung, der Sockel in Polygonmauerwerk aus Granitstein. | 09234101 |
| Direkt Bild zu diesem Denkmal hochladen | Wohnhaus in offener Bebauung | Ludwig-van-Beethoven-Straße 47 (Karte)              | Um 1920 | Landhaus in industrialisierter Holzbauweise, Anklänge an den Heimatstil, künstlerisch und wissenschaftlich-dokumentarisch bedeutsam. Eingeschossig, Holzblockbauweise, wohl ursprünglich Fertigteilkonstruktion, gartenseitig mittig kleiner Erker, der hohe Sockel in Werksteinen aus Granit, die mehrflügeligen Kreuzstockfenster original, das Walmdach an der Schmalseite unterschnitten mit originalen Fenstern, an der Gartenseite mit großem Zwerchhaus. | 09234102 |
| Direkt Bild zu diesem Denkmal hochladen | Pfarrhaus der Lutherkirchgemeinde in offener Bebauung                                                                                             | Ludwig-van-Beethoven-Straße 62 (Karte)              | Um 1905 | Voll verschalter Holzbau mit Krüppelwalmdach, im Jugendstil gestaltet, ortsgeschichtlich und künstlerisch bedeutsam. Eingeschossig, auf rechteckigem Grundriss erhebt sich das voll verschalte (gestoßene Bretter mit schmalen Deckleisten) traufständige Gebäude, der Mittelrisalit auf Holzstützen und Riegel (mit Holzschnitzwerkverzierungen), das große Zwerchhaus mit Scheinfachwerk, die mehrflügeligen Fenster teilweise original, einschließlich der verzierten Rahmungen in der typischen Sprache des Jugendstils, niedriger Gebäudesockel aus Granitwerksteinen, das Krüppelwalmdach mit kleinen harmonisch proportionierten und angeordneten Gauben, original erhalten, die Deckung mit Spitzwinkelschablonen aus Naturschiefer, schöner alter Gehölzbestand im Grundstück. | 09234104 |
| Direkt Bild zu diesem Denkmal hochladen | Scheune eines Bauernhofes | Ludwig-van-Beethoven-Straße 67 (Karte)              | Um 1760 | Verbretterter Fachwerkbau, steiles Satteldach, in vogtlandtypischer Bauart, hausgeschichtlicher und hauskundlicher Wert. Kleine Blockscheune, voll verschalt. | 09234105 |
| Direkt Bild zu diesem Denkmal hochladen | Mietshaus in Ecklage und in halboffener Bebauung                                                                                                  | Markneukirchner Straße 1 (Karte)                    | Um 1910 | Mit Läden, historisierender Putzbau, Eckbetonung zur Graslitzer Straße, städtebaulich bedeutsam. Fenster nicht denkmalgerecht modernisiert, die Lochfassade mit gebundenen und Einzelfenstern, Gurtgesimse, profilierte Betonwerksteingewände, Putz-Stuck-Ornamentik, geschweifte Giebel, Ecktürmchen vereinfacht, Mansarddach, Naturschieferdeckung, kleine Schleppgauben. | 09234108 |
| Direkt Bild zu diesem Denkmal hochladen | Wohnhaus in offener Bebauung | Markneukirchner Straße 6 (Karte)                    | Um 1870 | Historisierender Putzbau mit aufwändiger Fassadengliederung und -schmuckformen, baugeschichtlicher Wert. Verwaltungsgebäude oder ehemaliges Fabrikantenwohnhaus, aufwändig gegliederte und gut erhaltene Fassade im historistischen Stil in Anlehnung an die Formensprache der Renaissance, hoher Gebäudesockel. Erdgeschoss Scheinrustikamauerwerk aufgeputzt, profilierte Gewände und Verdachungen, der traufseitige Mittelrisalit hoch über die Traufe überstehend, mit Attikaabschluss, ein weiterer leicht vor der Fassade der westlichen Giebelseite mittig stehender Risalit, ebenso mit Attikaabschluss, profilierte Gurtgesimse im Brüstungsbereich, Satteldach mit Kniestock, die Ortgänge profiliert. | 09234109 |
| Direkt Bild zu diesem Denkmal hochladen | Wohnhaus in offener Bebauung | Markneukirchner Straße 35 (Karte)                   | Um 1800 | Eingeschossiges verbrettertes Gebäude mit Blockstube, typisches Klingenthaler Holzhaus, hauskundlicher Wert. Typisches Klingenthaler Holzhaus, Blockbauweise, auf langrechteckigem Grundriss, Verbretterung mit Deckleisten, Kniestock, steiles Satteldach. | 09234112 |
| Direkt Bild zu diesem Denkmal hochladen | Wohnhaus in Ecklage und in offener Bebauung | Markneukirchner Straße 66 (Karte)                   | Um 1890 | Kräftig gegliederte Putzfassade im Stil des Historismus, städtebaulich und künstlerisch bedeutsam. Zweigeschossig, Fassadengliederung durch Stuck-Putz, Architekturgliederungselemente im Sinne der Neurenaissance, durchgehende profilierte Gurtgesimse, profilierte Scheingewände an Fenstern und Türen, Pilastergliederungen, Putznutungen im Erdgeschoss, Rundbogenfenster mit Verdachungen in den Giebeldreiecken, Mittelrisalit mit Dreiecksgiebel, flaches Satteldach mir Kniestock, Schieferschablonendeckung. | 09234113 |
| Direkt Bild zu diesem Denkmal hochladen | Doppelwohnhaus in offener Bebauung | Markneukirchner Straße 72, 74 (Karte)               | Um 1905 | Stattlicher Klinkerbau mit Eckbetonungen, städtebaulich und bauhistorisch bedeutend. Dreigeschossig, roter Klinker mit stichbogenförmigen Überschlaggesimsen über Fenstern, aufwändig gestaltete Fassade. | 09234122 |
| Direkt Bild zu diesem Denkmal hochladen | Wohnhaus in offener Bebauung und seitliche Toreinfahrt                                                                                            | Markneukirchner Straße 77 (Karte)                   | Um 1880 | Villenartiges Gebäude, Putzfassade in der Formensprache der Neorenaissance, städtebaulich und baugeschichtlich bedeutsam. Typischer Putzbau der Gründerzeit in der Formensprache der Neurenaissance, guter Originalzustand, jedoch falsche Farbgebung, profilierte Gesimsbänder, Scheinputzgewände an Fenster und Türen, großer Dreiecksgiebel mit floraler Ornamentik aus Stuck-Putz, Postamente und geschmiedetes zweiflügeliges Tor der Hofeinfahrt. | 09234114 |
| Direkt Bild zu diesem Denkmal hochladen | Wohnhaus in geschlossener Bebauung | Markneukirchner Straße 112 (Karte)                  | Um 1900 | Historisierende Klinkerfassade, städtebaulich bedeutsam. Zweigeschossig mit vier Fensterachsen, die Fenster teilweise und Haustür erneuert (nicht denkmalgerecht), Klinkerfassade mit Fenster- und Türgewänden aus Werkstein (Sandstein), Fensterverdachungen, großer traufseitiger Zwerchgiebel mit bekrönendem Dreieck, dieses mit Klinkerformsteinen und Putz-Stuck-Ornament verziert. | 09234117 |
| Direkt Bild zu diesem Denkmal hochladen | Wohnhaus in Ecklage und in geschlossener Bebauung                                                                                                 | Markneukirchner Straße 114 (Karte)                  | Um 1880 | Historisierende Putzfassade, städtebaulich bedeutsam. Zweigeschossig, fünf Fensterachsen, die Fassade mit Gurtgesims, Scheinputzgewände an Fenster und Türen, Zwerchgiebelhaus, Fensterüberdachungen aus Werkstein (Sandstein). | 09234118 |
|                                         | Postgebäude in offener Bebauung | Marktplatz 4 (Karte)                                | 1910 | Verwaltungsbau mit hohem Sockelgeschoss und ausgebautem Mansardgeschoss (teilweise nicht denkmalgerecht, ehemals mit Dachreiter), Klinkerbau mit Sandsteingliederung, im Stil des Neobarock, städtebaulicher und baugeschichtlicher Wert. Zweigeschossig, aufwändig gegliederte Lochfassade, Klinkerverblendungen, an den Gebäudeecken horizontale Putznutungen, die aufwändig profilierten Fenster- und Türgewände portalartig aus Werkstein (Sandstein), über Haupteingang Wappenkartusche mit Rollwerk, Mansardwalmdach, Naturschieferdeckung. | 09234123 |
|                                         | Bankgebäude in Ecklage und in offener Bebauung | Marktplatz 6 (Karte)                                | Um 1920 | Repräsentatives Gebäude, strenge neoklassizistische Fassadengliederung, erbaut für die Allgemeine Deutsche Credit-Anstalt (ADCA, gegründet 1856), städtebaulicher und künstlerischer Wert. Dreigeschossig, frei stehender sechsfensterachsiger Baukörper, strenge neuklassizistische Fassadengliederung („Säulenordnung“), die „Säulen“ als Lisenen mit hoher Basis (Sockelgeschoss) und Stufenkapitell über zwei Etagen, darauf umlaufende Verdachung, die Scheinfenstergewände und -verdachungen (Dreiecksgiebel) aus Putz-Stuck, das Portal in Werkstein (Sandstein). | 09234124 |
| Direkt Bild zu diesem Denkmal hochladen | Wohnhaus (Umgebinde) eines Bauernhofes | Mittelbergstraße 39 (Karte)                         | 1828 Dendro | Alte Ortslage Brunndöbra, verbrettertes Gebäude mit Umgebindekonstruktion und Blockstube, hauskundlich bedeutsam, wissenschaftlicher und baugeschichtlicher Wert. Kniestock, Zwerchgiebel, regional typischer Haustyp. | 09234125 |
| Direkt Bild zu diesem Denkmal hochladen | Fabrikantenvilla mit Einfriedung | Mühlbachweg 1 (Karte)                               | Um 1900 | Historisierender Klinkerbau, Wohngebäude der bedeutenden Fabrikantenfamilie C. A. Seydel Söhne (Unternehmer der Mundharmonikaherstellung), ortsgeschichtlich und baugeschichtlich bedeutsam. Roter Klinker, Sockel Polygonmauerwerk, Balkon entfernt, zur Fabrik gehörend. Ehemalige Wohngebäude für den bedeutenden Unternehmer der Mundharmonikaherstellung C. A. Seydel. Die städtebauliche Lage an der Kreuzung von Zollstraße/Mühlbachweg und der Hanglage geben neben den Baumaterialien (Klinker-Fassaden; Werkstein-Sandstein: Tür und Fenstereinfassungen; Granit: Polygonmauerwerk am Sockel; Schiefer: Dachdeckung; Holz: Fenster und Türen mit Farbgläsern; Schmiedeeisen: Zaun) und der massigen Bauform diesem Gebäude das repräsentative Gepräge. | 09234126 |
| Direkt Bild zu diesem Denkmal hochladen | Wohnhaus in offener Bebauung | Mühlbachweg 3 (Karte)                               | Um 1900 | Eingeschossiger villenartiger Putzbau mit verbretterten Giebeln, im Schweizerhaus-Stil, baugeschichtlich von Bedeutung. Die Bauform in typischem Klingenthaler Stil auf langrechteckigem Grundriss, Obergeschoss verbrettert, verzierter Schwebegiebel, Fensterläden, Erdgeschoss massiv, Zwerchgiebel, Dachhäuschen, Fenster zum großen Teil original, Kniestockbereich verschalt, originale Schieferdeckung (Bogenschnittschablonene), teilweise Zinkblechtafeln. | 09234127 |
| Direkt Bild zu diesem Denkmal hochladen | Wohnhaus in offener Bebauung | Mühlbachweg 4 (Karte)                               | Um 1905 | Mehrfarbige Klinkerfassade in kräftiger Gliederung, Mansarddach, ehemals Teil der Firma C. A. Seydel Söhne (Unternehmer der Mundharmonikaherstellung), ortshistorischer und künstlerischer Wert. Gelber und roter Klinker, dunkelrot glasierte Ziegel als Ornamente, originale Haustür, Schieferdeckung, zweigeschossig. | 09234128 |
| Direkt Bild zu diesem Denkmal hochladen | Ehemalige Badeanstalt | Richard-Wagner-Straße 12 (Karte)                    | Um 1930 | Aufwendig gestalteter Putzbau mit ausgebautem Dachgeschoss, in der typischen Formensprache der 1920er Jahre, städtebauliche und ortsgeschichtliche Bedeutung. Das dreigeschossige Gebäude ist in den Hang hineingebaut. Horizontalgliederung der talseitigen (Kirchstraße) Fassaden: Das ehemals voll genutzte Sockelgeschoss als Lochfassade mit rötlichem Kratzputz, originale Kastenfenster aus Holz mit Feinsprossen. Die Fenster in den beiden Hauptetagen (Erdgeschoss und Obergeschoss) mit hochrechteckigen originalen außenmittig geteilten Kreuzstockkastenfenstern (unten: sechs Fensterscheiben, oben vier Fensterscheiben). Die großen hauptgeschosshohen Eckerker an der Kirchstraßenseite binden in das Mansard-Walm-Dach ein. An den Erkern fassadengliedernde Stuck-Putz-Profile mit spätexpressionistischen, spitz zulaufenden Formen. Das Dach mit Naturschieferschablonendeckung, die Fonds in grünlichen und gelblichen Farbtönen. Der Gebäudesockel in Granitwerkstein, der repräsentative Eingangsbereich an der Gebäudeschmalseite (Richard-Wagner-Straße) unter Altan mit Doppelpfeilern, die Pfeiler mit Stuck-Putz-Elementen, über dem Altan zweigeschossiger halbrunder Mittelrisalit in das Mansarddach einbindend, mit kuppeldachartigem Abschluss. Der dreifach gestufte, straßenseitige (Kirchstraße) Mittelgiebel bindet im Mansarddachbereich ein, in diesem Giebel halbrundbogige Fenster mit nicht denkmalgerechten Kunststofffenstern, stark profilierte Sockel- und Traufgesimse kirchstraßen- und giebelseitig, die hangseitige Fassade (Richard-Wagner-Straße) in Klinkern, hier Mittelrisalit (Treppenhaus) mit flachem Walmdachabschluss die hochrechteckigen Fenster mit originalen Kreuzstöcken und als Holzkasten ausgebildet. Die ehemalige städtische Badeanstalt war im Sockel- und Erdgeschoss eingebaut, im Obergeschoss und Dachgeschoss Wohnungen. | 09248137 |
| Weitere Bilder                          | Fabrik- und Verwaltungsgebäude (Nr. 2/4) der Mundharmonikafabrik C. A. Seydel Söhne sowie Erweiterungsbau (Nr. 1) und Hofgebäude (hinter Nr. 2/4) | Robert-Koch-Straße 1, 2, 4 (Karte)                  | Ende 19. Jahrhundert (Hofgebäude Fabrik, hinter Nr. 2/4); um 1925, im Kern älter (Nr. 2/4, Fabrikgebäude); 1950er Jahre (Nr. 1, Erweiterungsbau)                                                        | Hauptgebäude ein repräsentativer Putzbau mit einer Fülle an fassadenschmückenden und architektonischen Zierelementen im Stil des Art déco, Hofgebäude älterer Klinkerbau, der Erweiterungsbau im Stil der 1950er Jahre (ursprünglich mit Verbindungsbrücke über die Straße zum Altbau), ortshistorisch und regionalgeschichtlich sowie künstlerisch bedeutsam. Dreigeschossig, der repräsentative Putzbau mit einer Fülle an fassadenschmückenden und architektonischen Zierelementen und -formen als Winkelbau an der Kreuzung zweier Straßen, Hanglage, als Blickfang, der fünfgeschossige Verwaltungstrakt auf kreissegmentförmigem Grundriss mit polygonalem Zeltdach. Das dreigeschossige Produktions- und Verwaltungsgebäude im Mühlbachweg horizontal durch Gesimse gegliedert, die Gebäudesockel in Polygonmauerwerk aus Granitgestein, die Holzkastenfenster im Erdgeschoss mehrflügelig, vereinfacht mit Flachbogen und profilierter Verdachung. Im Obergeschoss: rundbogige Fensternischen mit Stuck-Putz-Ornamenten im Halbbogen, die flachbogigen, mehrflügeligen Kreuzstockfenster original erhalten, das flache Mansard-Walm-Dach mit großer flacher Schleppgaube, die Dachdeckung ursprünglich wohl mit Schiefer, heute Glasvliesbelag. Der repräsentative portalartige Gebäudeeingang an der Stirnseite, ein großer Blendgiebel mit profilierten flachen Ausläufen in Dreiecksform, der Schriftzug: „C. A. SEYDEL SÖHNE – Mundharmonikafabrik“ – und das Monogramm: „C. A. S. S.“ im Wechsel mit Putz-Stuck-Ornamenten darin. Im unteren Bereich dieses Giebels mehrflügelige Fenster (Nutzung des Mansarddachbereiches). Als besonders handwerklich hochwertig sind die Terrakotten mit der Darstellung der musizierenden Putti in den oberen Fassadenbereichen hervorzuheben. | 09234135 |
| Direkt Bild zu diesem Denkmal hochladen | Wohnhaus (Umgebinde) in offener Bebauung, mit angebautem Fabrikationsgebäude                                                                      | Robert-Koch-Straße 6 (Karte)                        | Um 1800 (Wohnhaus); um 1900 (Fabrikanbau) | Wohnhaus Obergeschoss Fachwerk verkleidet, in vogtlandtypischer Bauweise, Fabrik-Anbau mit Klinkerfassade, ortsentwicklungsgeschichtlich und baugeschichtlich wichtig. Zweigeschossig, Erdgeschoss verbretterte Doppelblockstube mit Umgebinde auf massivem Werksteinsockel aus Granit, großer mittlerer Zwerchgiebel, teilweise verkleidet. | 09234136 |
| Direkt Bild zu diesem Denkmal hochladen | Wohnhaus in offener Bebauung und Tischlerei | Röderwinkel 10 (Karte)                              | Wohl 1. Hälfte 19. Jahrhundert | Eingeschossiges verbrettertes Wohnhaus, nördlich des Wohnhauses verbretterte Tischlerei-Werkstatt, bauhistorisch bedeutsam (Hauskunde). Typisches „Klingenthaler Haus“ auf längsrechteckigem Grundriss, wohl zwei Blockstuben, voll verschalt mit Deckleisten, mehrflügelige Holzkastenfenster und einflügelige Klappläden, teilweise original, wohl ein in Bruchstein tonnenförmig gewölbter Keller, steiles Satteldach, Deckung mit Bogenschnittschablonen aus Schiefer, kleine, harmonisch eingebundene Gauben. Die Tischlerwerkstatt an dem auf der Nordseite befindlichen Gebäudegiebel direkt angebaut, Verschalung und Dach behutsam material- und werkgerecht verbunden, die mehrflügeligen und mehrsprossigen Fenster teilweise original erhalten. | 09234137 |
|                                         | Ehemaliges Wohnhaus (Nr. 3, heute Museum) in halboffener Bebauung, mit Zwischenbau (Nr. 3a) zum Nachbarhaus                                       | Schloßstraße 3, 3a (Karte)                          | Um 1780, später überformt (Nr. 3, Wohnhaus); 1906 (Nr. 3a, Anbau) | Wohnhaus mit Praxis des Sanitätsrates Dr. Ernst Otto Giers (1858–1927), anerkannter Arzt in Klingenthal, ursprünglich von der Familie Herold (bedeutende Unternehmer des Musikinstrumentenbaus) errichtet und bewohnt, Obergeschoss Fachwerk verputzt oder verschiefert, zum Hof geschnitzte Oberlaube (vermutlich von 1889), Zwischenbau mit historisierender Putzfassade, personengeschichtliche, ortsgeschichtliche und bauhistorische Bedeutung. Heimatmuseum der Stadt Klingenthal für Musik und Sport (Nummer 3), Vereinssitz des Klingenthaler Akkordeonwettbewerbes (Nummer 3A). Das Haus Nummer 3 ist mehrfach überformt worden, ebenso die Fassade, heute Rückführung auf die Baustruktur aus der Mitte des 19. Jahrhunderts. Giebel mit Krüppelwalm sowie das gesamte Dach mit Naturschiefer (altdeutsche Verlegeart), massives Erdgeschoss (Bruchsteinwände), Fenster- und Türgewände aus Granitwerksteinen, hofseitig aufwändig gestaltete Oberlaube (Veranda) mit geschliffenen Farbglasscheiben. Der Zwischenbau (Nummer 3A) erst 1906 errichtet, typische Fassadenformen und -schmuck dieser Zeit durch die Klingenthaler Firma Knoll und Schmidt, das große Bleiglasfenster im ersten Obergeschoss ist verloren gegangen, teilweise hier originale Ausstattungen. Erweiterung hofseitig 1886 durch Moritz Rauner und Otto Liebmann. | 09234138 |
| Direkt Bild zu diesem Denkmal hochladen | Mietshaus in offener Bebauung | Schloßstraße 17 (Karte)                             | Um 1900 | Zeittypischer Klinkerbau, bauhistorisch bedeutsam | 09232936 |
|                                         | Ehemalige Schule, heute Gaststätte und Museum | Schulgasse 4 (Karte)                                | 1679 Dendro | Verbrettertes Gebäude in vogtlandtypischer Blockbauweise, regionalhistorisch und baugeschichtlich sehr bedeutendes Kulturdenkmal. Nachträglich erweitert, Umgebinde erhalten, seit etwa 1910 leerstehend, eines der wichtigsten Baudenkmale der Stadt Klingenthal mit hervorragendem originalem Bestand, seit 2000 denkmalgerecht in Stand gesetzt, umgenutzt als schulmusealische Gaststätte. Rekonstruktionen: die Verschalungen mit Deckleisten, die Dachdeckung mit Keilnutschindeln auf den steilen ineinanderlaufenden Satteldächern, teilweise die dreiflügeligen mehrsprossigen Kastenfenster aus Fichtenholz. | 09234141 |
| Direkt Bild zu diesem Denkmal hochladen | Ehemaliges Kantorat, heute Wohnhaus in offener Bebauung                                                                                           | Schulgasse 6 (Karte)                                | Um 1800 | Zum historischen Ortskern Klingenthals gehörendes Gebäude mit ortsgeschichtlicher und städtebaulicher Bedeutung. Erdgeschoss Mischbauweisen: massiv, Block. Haus komplett verschalt, Satteldach, Bauveränderungen an Kubatur, im Obergeschoss Fachwerk. | 09234801 |
| Direkt Bild zu diesem Denkmal hochladen | Wohnhaus in offener Bebauung | Schulstraße 31 (Karte)                              | 2. Hälfte 19. Jahrhundert | Alte Ortslage Brunndöbra, traditionelles Gebäude in Blockbauweise, von baugeschichtlichem Wert. Rechteckiger Grundriss, Sockel Naturstein, Erdgeschoss Holzblockbauweise mit senkrechter Verbretterung, Drempelgeschoss, Satteldach, mittig angeordneter Dacherker mit Satteldach und zu großem Fenster, rückwärtig massiver Anbau. | 09300421 |
| Direkt Bild zu diesem Denkmal hochladen | Wohnstallhaus (Umgebinde) eines Bauernhofes | Schulstraße 43 (Karte)                              | Vermutlich 17. Jahrhundert, mündlich überliefert | Alte Ortslage Brunndöbra, Obergeschoss Fachwerk verbrettert, mit Umgebindekonstruktion und Blockstube, bauhistorisch-dokumentarischer Wert. Auf langrechteckigem Grundriss, Umgebindekonstruktion, Blockstube, verschalt, die Einschubdecke mit Kriechern und Deckern, verkleidet, der ehemalige Stallteil entfernt und umgenutzt, wohl Fachwerkkonstruktion im Obergeschoss, mit Stülpschalung verkleidet, steiles Satteldach, Schieferschablonendeckung in altdeutscher Verlegeart, Giebeldreiecke mit großformatigen Schieferschablonen. | 09234142 |
| Direkt Bild zu diesem Denkmal hochladen | Doppelwohnhaus in offener Bebauung | Schulstraße 71 (Karte)                              | Um 1925 | Alte Ortslage Brunndöbra, verbrettertes Gebäude, im Heimatstil, bauhistorisch bedeutsam. Das vollverschalte, vom Heimatstil geprägte Gebäude auf hohem Bruchsteinsockel (Keller) an der Böschungskante, leichte Hanglage, funktionell ist das Doppelwohnhaus mittig geteilt (zwei separate Hauseingänge), die hohen giebelständigen Dächer sind mit Wohnungen genutzt, auch das traufständige, die Krüppelwalmdächer verbindende Satteldach, lange Schlepp- und Hechtgauben mit Verschrägung, die Dachdeckung mit Bogenschnittschablonen. | 09234143 |
| Direkt Bild zu diesem Denkmal hochladen | Wohnhaus in offener Bebauung | Steindöbraweg 9 (Karte)                             | Um 1890 | Alte Ortslage Steindöbra, am Berghang, eingeschossiges Gebäude mit Drempel, teilweise Ziegelfassade, teilweise verbrettert, im Schweizerhaus-Stil, bauhistorisch bedeutsam. Typisches Wohngebäude aus dem letzten Viertel des 19. Jahrhunderts, geschlossener, einfacher, längsrechteckiger Gebäudekubus, talseitig mit mittigem Zwerchgiebelhaus, massiver Bruch- und Werksteinsockel aus Granitgestein, der Fachwerkteil im Erdgeschoss mit gestoßenen Deckbrettern und Zierleisten verkleidet, ebenso das Obergeschoss, Klinkerformstein an dem Gebäudesockel, Dachneigung zirka 30°, Naturschieferdeckung, überkragende Schwebegiebel mit Ziertragwerk, teilweise originale Fenster, als Kastenfenster nachgerüstet, sowie Hauseingangstür original, das Hauseingangspodest mit Theumaer Schieferplatten belegt. | 09234144 |
| Direkt Bild zu diesem Denkmal hochladen | Wohnstallhaus eines Bauernhofes | Steindöbraweg 34 (Karte)                            | Wohl Mitte 19. Jahrhundert | Alte Ortslage Steindöbra, am Steilhang, eingeschossiges verbrettertes Gebäude mit zwei Blockstuben, regionaltypischer Gebäudetyp, bauhistorisch bedeutsam. Langrechteckiger Grundriss, die Blockbohlenstuben und mögliche Fachwerkkonstruktion mit weitestgehend denkmalgerecht erneuerter Verschalung mit Deckleisten, Umschrot, steiles Satteldach. | 09234145 |
| Direkt Bild zu diesem Denkmal hochladen | Mietshaus in Ecklage und in halboffener Bebauung (bauliche Einheit mit Auerbacher Straße 2 und 4)                                                 | Talstraße 1 (Karte)                                 | Um 1910 | Mit Laden (ehemals Café Central), historisierende Fassade mit Jugendstilelementen, städtebauliche Bedeutung. Dreigeschossig, Putzfassaden im Wechsel mit keramischem Fliesenschmuck als Zier- und Gliederungsschmuck, hohes Mansard-Walm-Dach. | 09234146 |
| Direkt Bild zu diesem Denkmal hochladen | Wohnhaus in offener Bebauung | Talstraße 12 (Karte)                                | 1. Hälfte 19. Jahrhundert | Zweigeschossiges verbrettertes Gebäude, vermutlich mit Blockstube, vogtlandtypische Bauweise, baugeschichtlich von Bedeutung | 09305204 |
| Direkt Bild zu diesem Denkmal hochladen | Wohnhaus in offener Bebauung | Talstraße 14 (Karte)                                | Um 1910 | Repräsentativer Putzbau mit Erker, Reformstil-Architektur, bauhistorisch bedeutsam. Würfelhausartiger, repräsentativer Bau mit aufgeputzten, ornamentierten Lisenen, Scheingewänden und Brüstungsbereichen in der barockisierenden Formensprache, hoher Sockel aus Betonwerkstein, straßenseitig, mittig im ersten Obergeschoss ein repräsentativer Erker, das schiefergedeckte Mansardwalmdach straßenseitig, mittig mit geschweiftem Ziergiebel, flankierend durch je eine Gaube mit korbbögenförmigem Kopf, die mehrflügeligen Kastenfenster original, original erhalten: geschweifte kupferblechtafelgedeckte Überdachung des Podestes des Hauseinganges, die Hauseingangstür, die geschweiften und profilierten Pfosten aus Betonwerkstein sowie der geschmiedete Zaun. | 09234147 |
| Direkt Bild zu diesem Denkmal hochladen | Wohnhaus in offener Bebauung (Rauner-Haus) | Untere Döhlerwaldstraße 7 (Karte)                   | Um 1920 | Einfamilienhaus am oberen Steilhang, nahe am Waldsaum, in Fertigteilholzbauweise der Firma Moritz Rauner in Klingenthal, ein Musterbeispiel der damaligen Montagebauweise, von bauhistorischer und regionalgeschichtlicher Bedeutung. Das am Steilhang befindliche Gebäude ist durch eine Kunststoffverkleidung der Fassaden (Paneele) sowie durch weiße sprossenlose Einscheibenisolierglasfenster äußerlich stark überformt, der hohe Sockel aus Werkstein aus Granit, das an den Ortgängen weit überkragende Satteldach mit Schieferdeckung sowie der schräg angestellte Traufbereich original, der Erkerbau und teilweise die zweiflügeligen ornamentierten Fensterläden aus Holz original, dieses Gebäude ist ein Musterbeispiel der damaligen Montagebauweise, Firma Moritz Rauner, gegründet 1878 (Holzhäuser und Kistenfabrik) | 09234149 |
| Direkt Bild zu diesem Denkmal hochladen | Wohnhaus in offener Bebauung | Waldgutstraße 11 (Karte)                            | Um 1905 | Alte Ortschaft Untersachsenberg, eingeschossiges verbrettertes Haus mit Kniestock und hohem Krüppelwalmdach, bauhistorisch bedeutsam. Das traufständige Gebäude ist vollverschalt, originale Deckbretter mit Zierleisten am östlichen Giebel, großes Zwerchhaus über original erhaltenem Vorbau am Hauseingang. | 09234151 |
|                                         | Ehemaliges Zollbeamtenwohnhaus | Waldhäuserweg 1 (Karte)                             | Um 1937 | Im Heimatstil, Zollbeamtenwohnhaus Typ B, regional und landesgeschichtlich bedeutsam. Stark überformt, das traufständige Doppelwohnhaus ist funktionell in der Mitte geteilt, zwei Hauseingänge, die Fassaden mit Kratzputz, das hohe Satteldach teilausgebaut, schiefergedeckt. | 09234152 |
|                                         | Ehemaliges Zollbeamtenwohnhaus | Waldhäuserweg 3 (Karte)                             | Um 1937 | Im Heimatstil, Zollbeamtenwohnhaus Typ B, regional und landesgeschichtlich bedeutsam. Stark überformt, das traufständige Doppelwohnhaus ist funktionell in der Mitte geteilt, zwei Hauseingänge, die Fassaden mit Kratzputz, das hohe Satteldach teilausgebaut, schiefergedeckt. | 09234153 |

## Mühlleithen
| Bild                                    | Bezeichnung                                                                             | Lage                     | Datierung              | Beschreibung | ID       |
| --------------------------------------- | --------------------------------------------------------------------------------------- | ------------------------ | ---------------------- | --- | -------- |
|                                         | Meilenstein                                                                             | (Flurstück 1004) (Karte) | 19. Jahrhundert        | Königlich-Sächsischer Meilenstein; zum Kilometerstein umgearbeitet, verkehrshistorischer Wert | 09234374 |
| Direkt Bild zu diesem Denkmal hochladen | Große Binge Winselburg der Grube Tannenberg                                             | (Flurstück 939l) (Karte) | Anfang 16. Jahrhundert | Von bergbauhistorischer Bedeutung, auch Naturdenkmal. Der Name „Winselburg“ geht auf den ursprünglichen kleinen Waldweiler, welcher sich in unmittelbarer Nähe der „Großen Pinge“ befand, zurück. Dieser Weiler wurde schon um 1538 erwähnt und um 1600 erstmals besiedelt, lag später wüst und wurde nach 1780 erneut besiedelt. Dort befand sich ein Jagdhaus des „Herrn aus Falkenstein“, Friedrich Traugott Trützschler. Es brannte 1848 ab. Für die Erzgewinnung (Silber und Zinn) wurden sogenannte „Weidungsbaue“ hergestellt. Dies geschah durch „Feuersetzen“. Das Erz wurde „aufgebrochen“. Durch die Erweiterung der Weidungsbaue entstanden „Pingen“, in denen das erzhaltige Gestein abgebaut wurde. Geologisch befindet sich die „Große Pinge“ in einem Kontakthof zwischen Schiefer und Eibenstocker Granitmassiv. | 09234378 |
|                                         | Floßgrabensystem Göltzsch-Elster-Flöße (Sachgesamtheit): Kielfloßgraben und Saubachriss | Floßgrabenweg (Karte)    | 1571–1579              | Sachgesamtheitsbestandteil der Sachgesamtheit Floßgrabensystem Göltzsch-Elster-Flöße in der Gemeinde Klingenthal, Ortsteil Mühlleithen: Teilabschnitte „Saubachriss“ sowie „Kielfloßgraben“ des Floßgrabensystems als Sachgesamtheitsteil (siehe auch Sachgesamtheit 09234379, Gemeinde Grünbach, Ortsteil Muldenberg); der „Saubachriss“ sowie „Kielfloßgraben“ wird fortgeführt im „Oberen und Unteren Floßgraben“ in den Flurbereichen Grünbach, Ortsteil Muldenberg sowie Muldenhammer, Ortsteil Hammerbrücke, teilweise sehr gut original erhalten, zum Flößen von Scheitholz für die einheimische Industrie (Brennholz), von technikhistorischer und regionalhistorischer Bedeutung. Diese floßtechnischen Anlagen sind original aus der Erbauungszeit 1630 und in Gänze erhalten. Durchlass mit Rinne, erbaut 1980, Floßgraben mit originalem Schichtmauerwerk aus den Jahren 1630/32 am A-Weg, originale Werksteineinfassungen am Kielweg, originale Werksteineinfassungen, Prallhangbefestigungen unterhalb des Hirschensteines (ehemalige Große Aschbergschanze), originale Werksteineinfassungen, Prallhangbefestigungen unterhalb des Hirschensteines (ehemalige Große Aschbergschanze), Damm und Zapfenhaus vor dem Unteren Floßteich, Damm und natürlicher Durchfluss vor dem ehemaligen Oberen Floßteich (am Wintersportzentrum Mühlleithen). | 09234150 |
| Direkt Bild zu diesem Denkmal hochladen | Gedenkstein                                                                             | Schwerdtweg              | 19. Jahrhundert        | Stein bezeichnet „Aug. Rex“, regionalgeschichtlich von Bedeutung | 09234373 |
| Direkt Bild zu diesem Denkmal hochladen | Ehemaliges Zollbeamtenwohnhaus (Doppelhaus)                                             | Waldstraße 8 (Karte)     | Um 1937                | Im Heimatstil, Zollbeamtenwohnhaus giebelständiger Typ A, regional- und landesgeschichtlich bedeutsam. Ein bereits giebelständiges Doppelhaus, funktionell geteilt, in der Giebelseite mit kleinen Anbauten. Sie dienten als Holzlege und Motorradschuppen, ein gemeinsamer Hauseingang und ein Treppenhaus, ebenerdige Lage, dadurch zirka ein Meter hoher Sockel aus Granitwerkstein. Fassade mit Wechsel von Kratzputz und Stülpschalung (Giebeldreiecke). Hohe Authentizität des Originalbestandes (auch die Fenster, Treppenhaus). | 09234375 |
| Direkt Bild zu diesem Denkmal hochladen | Ehemaliges Zollbeamtenwohnhaus (Doppelhaus)                                             | Waldstraße 10 (Karte)    | Um 1937                | Im Heimatstil, Zollbeamtenwohnhaus giebelständiger Typ A, regional- und landesgeschichtlich bedeutsam. Ein bereits giebelständiges Doppelhaus, funktionell geteilt, in der Giebelseite mit kleinen Anbauten. Sie dienten als Holzlege und Motorradschuppen, ein gemeinsamer Hauseingang und ein Treppenhaus, ebenerdige Lage, dadurch zirka ein Meter hoher Sockel aus Granitwerkstein. Fassade mit Wechsel von Kratzputz und Stülpschalung (Giebeldreiecke). Hohe Authentizität des Originalbestandes (auch die Fenster, Treppenhaus). | 09234376 |

## Zwota
| Bild                                    | Bezeichnung                                                                        | Lage                                          | Datierung                          | Beschreibung | ID       |
| --------------------------------------- | ---------------------------------------------------------------------------------- | --------------------------------------------- | ---------------------------------- | --- | -------- |
| Direkt Bild zu diesem Denkmal hochladen | Wohnhaus in offener Bebauung (Rotes Schlössel)                                     | Alte Klingenthaler Straße 1 (Karte)           | Um 1800                            | Obergeschoss Fachwerk verputzt, schlichter Putzbau mit großem Walmdach und Korbbogenportal, vermutlich altes Hammerherrenhaus, von ortshistorischem und baugeschichtlichem Wert. Originales Türportal (ein geohrter Korbbogen aus Granitwerkstein), quadratischer Grundriss, Dachdeckung mit Schablonen aus Naturschiefer, die Fenstergewände im Erdgeschoss aus Granitgestein, im Obergeschoss mit Deckprofilen aus Holz. | 09234487 |
| Direkt Bild zu diesem Denkmal hochladen | Wohnhaus in offener Bebauung                                                       | Alter Weg 2 (Karte)                           | Um 1790                            | Obergeschoss Fachwerk verschiefert, mit Blockstube, in vogtlandtypischer Bauart, von baugeschichtlichem Wert. Der Türstock des Hauseingangs und die Blockstube original erhalten, vermutlich ehemals Wohnstallhaus, Tür zum ehemaligen Stall zugebaut, umgangssprachlich als sogenanntes „Kleiderhaus“ bezeichnet. | 09234488 |
| Direkt Bild zu diesem Denkmal hochladen | Wohnhaus eines Bauernhofes                                                         | Alter Weg 15 (Karte)                          | Um 1800                            | Eingeschossiges verbrettertes Gebäude, von baugeschichtlichem Wert. Mit Blockstube, verschalt, Kniestock, hohes Satteldach mit Zinkblechtafeln. | 09234489 |
| Direkt Bild zu diesem Denkmal hochladen | Wohnhaus eines Bauernhofes                                                         | Alter Weg 32 (Karte)                          | Um 1800                            | Eingeschossiges Gebäude, Blockstube teilweise erhalten, von baugeschichtlichem Wert. Bauernwirtschaft, Satteldach, verbrettert, teilweise massiv. | 09234490 |
| Direkt Bild zu diesem Denkmal hochladen | Wohnhaus und Scheune eines Bauernhofes                                             | Alter Weg 33 (Karte)                          | Um 1800                            | Eingeschossiges Gebäude, Blockteil teilweise erhalten, von baugeschichtlichem Wert, teilweise massiv, Satteldach | 09234491 |
| Direkt Bild zu diesem Denkmal hochladen | Wohnhaus und daran angebaute Scheune (Ullmannhaus, Knockhof)                       | Alter Weg 34 (Karte)                          | 1726 (Scheune); um 1790 (Wohnhaus) | Wohnhaus mit Fachwerk-Obergeschoss und Mansarddach, Scheune verbrettert, ehemals Gasthaus und Herberge, von baugeschichtlichem und landschaftsprägendem Wert. Zweigeschossiges Wohnhaus mit angebauter Scheune, massives Untergeschoss aus Bruchsteinmauerwerk, nicht unterkellert. Obergeschoss: in Fachwerkkonstruktion teilweise verschalt, Fachwerk teilweise mit K-Streben, Rautenornamentik, Mansardwalmdach mit Schieferschablonendeckung. Bis um 1870 als Herberge und Gastwirtschaft genutzt, der Schankraum teilweise mit Ausstattung erhalten. | 09234492 |
| Direkt Bild zu diesem Denkmal hochladen | Ehemaliges Zollbeamtenwohnhaus                                                     | Alter Weg 41 (Karte)                          | Um 1937                            | Im Heimatstil, Zollbeamtenwohnhaus vom kleinen Typ B, von regionalhistorischem Wert, zweigeschossig | 09234493 |
| Direkt Bild zu diesem Denkmal hochladen | Ehemaliges Zollbeamtenwohnhaus                                                     | Alter Weg 42 (Karte)                          | Um 1937                            | Im Heimatstil, Zollbeamtenwohnhaus vom kleinen Typ B, von regionalhistorischem Wert, zweigeschossig | 09234494 |
| Direkt Bild zu diesem Denkmal hochladen | Ehemaliges Zollbeamtenwohnhaus                                                     | Alter Weg 43 (Karte)                          | Um 1937                            | Im Heimatstil, Zollbeamtenwohnhaus vom kleinen Typ B, von regionalhistorischem Wert, zweigeschossig | 09234495 |
| Direkt Bild zu diesem Denkmal hochladen | Wohnhaus, daran angebaute Scheune und Seitengebäude eines Bauernhofes              | Alter Weg 44 (Karte)                          | 1. Hälfte 19. Jahrhundert          | Von baugeschichtlichem Wert. - Wohnhaus: Reste Umgebinde, Erdgeschoss verbrettert, Obergeschoss Fachwerk verkleidet, Krüppelwalmdach - Scheune: verkleidet - Seitengebäude: teilweise verbrettert oder verkleidet | 09234496 |
| Direkt Bild zu diesem Denkmal hochladen | Ehemaliges Zollbeamtenwohnhaus (Doppelhaus)                                        | Bergstraße 8 (Karte)                          | Um 1937                            | Im Heimatstil, Zollbeamtenwohnhaus, giebelständiger Typ (A), von regionalhistorischem Wert | 09234498 |
| Direkt Bild zu diesem Denkmal hochladen | Ehemaliges Zollbeamtenwohnhaus (Doppelhaus)                                        | Bergstraße 9, 9a (Karte)                      | Um 1937                            | Im Heimatstil, Zollbeamtenwohnhaus, giebelständiger Typ (A), von regionalhistorischem Wert | 09234499 |
| Direkt Bild zu diesem Denkmal hochladen | Denkmal für die Gefallenen des Ersten Weltkrieges                                  | Bergstraße 17 (neben) (Karte)                 | Nach 1918                          | Von ortsgeschichtlichem Wert. Die Anlage ist als Hain angelegt, ein aufrecht stehender Werkstein aus Granit mit Inschrift, unter anderem „Unseren Helden ... die Gemeinde Zwota“. | 09234500 |
| Direkt Bild zu diesem Denkmal hochladen | Wohnhaus (Nr. 1) in offener Bebauung und Hintergebäude (Nr. 1a, weiteres Wohnhaus) | Braugasse 1, 1a (Karte)                       | 1837                               | Schlichte Bauten, vermutlich mit Fachwerk-Obergeschoss (verputzt), Granitportal, baugeschichtlich und städtebaulich von Wert. Beide Gebäude zweigeschossig, Wohnhaus eines ehemaligen Fabrikanten, später Heimatmuseum. Heute Wohnhaus und Geschäftshaus mit Sparkasse, Fachwerk-Obergeschoss, Erdgeschoss massiv in Bruchsteinmauerwerk, barocke Fenster, vermutlich war Fachwerk ursprünglich verputzt, heute Giebel fachwerksichtig, aufgedoppelt, originale Haustür, im Inneren Tonnen- und Kreuzgewölbe.                                             | 09234501 |
| Direkt Bild zu diesem Denkmal hochladen | Wohnhaus in offener Bebauung                                                       | Braugasse 2 (Karte)                           | Mitte 19. Jahrhundert              | Erdgeschoss und Fachwerk-Obergeschoss verbrettert, vogtlandtypische Bauweise, von baugeschichtlichem Wert. Erdgeschoss vermutlich Blockstube, verbrettert, Krüppelwalmdach. | 09234502 |
| Direkt Bild zu diesem Denkmal hochladen | Wohnhaus in offener Bebauung                                                       | Dorfstraße 3 (Karte)                          | Um 1800                            | Alte Ortschaft Oberzwota, anderthalbgeschossiges Gebäude mit Blockstube, von baugeschichtlichem Wert | 09234514 |
| Direkt Bild zu diesem Denkmal hochladen | Ehemalige Jugendherberge, heute Wohnhaus (Umgebinde)                               | Herbergsweg 3 (Karte)                         | Um 1930                            | Verbrettertes Gebäude im Heimatstil, mit Umgebindekonstruktion, von regionalgeschichtlichem und bauhistorischem Wert. Zweigeschossiges Gebäude, Erdgeschoss massiv in Bruchstein, Mauerwerk Obergeschoss vermutlich Fachwerk, steiles Satteldach, mit Schieferschablonendeckung, die mehrflügeligen Kastenfenster aus Holz original erhalten. | 09234503 |
| Direkt Bild zu diesem Denkmal hochladen | Kirche (mit Ausstattung)                                                           | Kirchstraße (Karte)                           | 1885                               | Saalkirche mit eingezogenem polygonalem Chor und Westturm, im Rundbogenstil des 19. Jahrhunderts, von ortsgeschichtlichem Wert. Einfache neuromanische Kirche anstelle einer ehemaligen Kapelle des Hammerwerkes, Putzbau mit 5/8-Chorabschluss, eingestellter Westturm mit oktogonalem Spitzhelm, Grundsteinlegung 9. März 1885 um 15 Uhr, neue Glocken geweiht 1946, restauriert 1980. | 09234504 |
| Direkt Bild zu diesem Denkmal hochladen | Denkmal für die Gefallenen des Ersten Weltkrieges                                  | Kottenheider Straße 3 (neben) (Karte)         | Nach 1918                          | Alte Ortschaft Oberzwota, von ortshistorischem Wert. Ein Werkstein aus Granit, oben abgerundet, mit Inschrift: „1914–1918 unseren Helden“ mit den Namen und Sterbedaten, „Gewidmet von der Gemeinde Oberzwota“. | 09234516 |
| Direkt Bild zu diesem Denkmal hochladen | Wohnhaus (mit integriertem Scheunenteil) eines Bauernhofes                         | Kottenheider Straße 14 (Karte)                | 1813                               | Alte Ortschaft Oberzwota, Obergeschoss Fachwerk, von baugeschichtlichem Wert. Erdgeschoss massiv, Krüppelwalmdach, Fachwerk aufgedoppelt, ehemaliger Zugang im Obergeschoss, deutet auf Oberlaube oder separaten Eingang hin, ehemaliger Gasthof. | 09234515 |
| Direkt Bild zu diesem Denkmal hochladen | Villa                                                                              | Markneukirchner Straße 18 (Karte)             | Um 1900                            | Historistischer Klinkerbau mit Turm, von baugeschichtlichem Wert. Fenster- und Türgewände in Werkstein, in den Fensterbögen florale Putz-Stuck-Ornamente. | 09234507 |
|                                         | Rathaus                                                                            | Markneukirchner Straße 32 (Karte)             | 1925–1926                          | Zwotaer Gemeindeamtsgebäude, abwechslungsreich gestalteter Putzbau mit ausgebautem Mansardgeschoss und Dachreiter mit Uhr, im traditionalistischen Stil der 1920er Jahre, von ortshistorischem und baugeschichtlichem Wert. Zweigeschossiges Gebäude mit ausgebautem Mansardgeschoss, zeittypische Ornamentik, originale Fenster und Türen, Fassade mit rötlicher Farbfassung, Mansard-Walmdach, Uhrenturm, originale Innenausstattung. | 09234508 |
| Direkt Bild zu diesem Denkmal hochladen | Denkmal für die Gefallenen des Ersten Weltkrieges                                  | Markneukirchner Straße 32 (gegenüber) (Karte) | Nach 1918                          | Von ortsgeschichtlichem Wert. Mehrstufig geschichtete Werksteinpostamente aus Granitgestein, Relief eines Soldatenkopfes mit Helm, darunter die Daten: „1914–1918“. | 09234511 |
| Direkt Bild zu diesem Denkmal hochladen | Wohnhaus in offener Bebauung                                                       | Markneukirchner Straße 55 (Karte)             | 1. Hälfte 19. Jahrhundert          | Eingeschossiges verbrettertes Gebäude mit Blockstube, in vogtlandtypischer Bauweise, von baugeschichtlichem Wert. Erdgeschoss verbrettert, Satteldach, rückseitiger Anbau. | 09234509 |
| Direkt Bild zu diesem Denkmal hochladen | Wohnhaus in offener Bebauung                                                       | Markneukirchner Straße 60 (Karte)             | 1. Hälfte 19. Jahrhundert          | Eingeschossiger verbretterter Fachwerkbau mit Drempel, von baugeschichtlichem Wert. Charakteristisches Haus dieser Landschaft, voll verschalte Fassaden, Satteldach mit hohem Kniestock, originale Fenster. | 09234510 |
| Direkt Bild zu diesem Denkmal hochladen | Doppelwohnhaus in offener Bebauung                                                 | Schlosserberg 6, 7 (Karte)                    | Um 1800                            | Eingeschossiges, wohl nachträglich erweitertes Gebäude mit Blockstube, von bauhistorischem Wert. Blockbohlenstube mit Holzeinschubdecke, die Fassaden größtenteils verschalt. | 09234512 |

## Streichungen von der Denkmalliste (Klingenthal)
| Bild                                    | Bezeichnung                                                            | Lage                              | Datierung                       | Beschreibung | ID       |
| --------------------------------------- | ---------------------------------------------------------------------- | --------------------------------- | ------------------------------- | --- | -------- |
| Direkt Bild zu diesem Denkmal hochladen | Wohnhaus und daran angebautes Seitengebäude eines Bauernhofes          | Grenzweg 9 (Karte)                | Wohl Mitte 19. Jahrhundert      | Alte Ortschaft Obersachsenberg, in vogtlandtypischer Bauweise, anderthalbgeschossiges Gebäude, mit Blockstube, verbrettert, baugeschichtlicher und dokumentarischer Wert; zwischen 2008 und 2014 abgerissen. Wetterhäuschen (Brunnen) neben dem Gebäude, talseitig mittiges Zwerchgiebelhaus (ausgebaut).                                                          | 09234075 |
| Direkt Bild zu diesem Denkmal hochladen | Wohnhaus in offener Bebauung                                           | Grenzweg 11 (Karte)               | Wohl um 1800                    | Alte Ortschaft Obersachsenberg, eingeschossiges massives Gebäude (Häuslerhaus/Waldarbeiterhaus), Giebel verbrettert, sozialhistorischer und wissenschaftlich-dokumentarischer Wert; zwischen 2014 und 2016 abgerissen. Kleines Gebäude (Häusler/Waldarbeiter), Satteldach, Zinkblechtafeldeckung. Giebeldreiecke: Fachwerk verbrettert, giebelseitig mit Anbauten. | 09234076 |
| Direkt Bild zu diesem Denkmal hochladen | Wohnhaus in offener Bebauung                                           | Markneukirchner Straße 81 (Karte) | Wohl 1. Viertel 19. Jahrhundert | Eingeschossiges verbrettertes Gebäude, wohl mit Doppelblockstuben, hauskundlich bedeutsam; 2014 abgerissen. Vermutlich tonnengewölbter Keller, steiles Satteldach, westliches Giebeldreieck mit Schieferschablonen völlig eingewachsen, jedoch gesichert, Gebäude ist Teil eines ehemaligen Dreiseithofes.                                                         | 09234115 |
| Direkt Bild zu diesem Denkmal hochladen | Ehemaliges Forsthaus (Forstwartei), heute Wohnhaus in offener Bebauung | Schulstraße 85 (Karte)            | 1939                            | Alte Ortslage Brunndöbra, zeittypisches Gebäude im Heimatstil, in sehr gutem Originalzustand, von baugeschichtlichem Wert | 09300420 |

## Tabellenlegende
- Bild: Bild des Kulturdenkmals, ggf. zusätzlich mit einem Link zu weiteren Fotos des Kulturdenkmals im Medienarchiv Wikimedia Commons. Wenn man auf das Kamerasymbol klickt, können Fotos zu Kulturdenkmalen aus dieser Liste hochgeladen werden:
- Bezeichnung: Denkmalgeschützte Objekte und ggf. Bauwerksname des Kulturdenkmals
- Lage: Straßenname und Hausnummer oder Flurstücknummer des Kulturdenkmals. Die Grundsortierung der Liste erfolgt nach dieser Adresse. Der Link (Karte) führt zu verschiedenen Kartendiensten mit der Position des Kulturdenkmals. Fehlt dieser Link, wurden die Koordinaten noch nicht eingetragen. Sind diese bekannt, können sie über ein Tool mit einer Kartenansicht einfach nachgetragen werden. In dieser Kartenansicht sind Kulturdenkmale ohne Koordinaten mit einem roten bzw. orangen Marker dargestellt und können durch Verschieben auf die richtige Position in der Karte mit Koordinaten versehen werden. Kulturdenkmale ohne Bild sind an einem blauen bzw. roten Marker erkennbar.
- Datierung: Baubeginn, Fertigstellung, Datum der Erstnennung oder grobe zeitliche Einordnung entsprechend des Eintrags in der sächsischen Denkmaldatenbank
- Beschreibung: Kurzcharakteristik des Kulturdenkmals entsprechend des Eintrags in der sächsischen Denkmaldatenbank, ggf. ergänzt durch die dort nur selten veröffentlichten Erfassungstexte oder zusätzliche Informationen
- ID: Vom Landesamt für Denkmalpflege Sachsen vergebene, das Kulturdenkmal eindeutig identifizierende Objekt-Nummer. Der Link führt zum PDF-Denkmaldokument des Landesamtes für Denkmalpflege Sachsen. Bei ehemaligen Kulturdenkmalen können die Objektnummern unbekannt sein und deshalb fehlen bzw. die Links von aus der Datenbank entfernten Objektnummern ins Leere führen. Ein ggf. vorhandenes Icon  führt zu den Angaben des Kulturdenkmals bei Wikidata.

## Ausführliche Denkmaltexte
1. ↑  Geschichte der Jahn'schen Handels- und Gewerbeschule (Amtsberg 12):

  - erbaut 1911 durch Baumeister Moritz Rauner, Klingenthal für Paul Jahn als private Handels- und Gewerbeschule mit Internat für Musikinstrumentenbau und Handwerk in der Formensprache des späten Jugendstiles
  - 1928 grundlegender Umbau und Erweiterung des Gebäudes, unter anderem Einbau eines Festsaales, sogenannter „Gliersaal“, anlässlich des 100-jährigen Bestehens der Mundharmonikaherstellung in Klingenthal
  - 1940 Erweiterung, und Neubau von Funktionsbauten durch K. Rauner
  - 1954/55: Erweiterung des bereits umgebauten Gebäudes mit einem Aussichtsturm und Schulmuseum
  - 1974 Dachausbauten durch Baumeister Otto Körner, Klingenthal, Gründung des „Schulkombinates“ der Musikinstrumentenindustrie als Betriebsschule der Klingenthaler Mundharmonikawerke
  - ab 1990 Berufliches Schulungszentrum für Technik Rodewisch, Außenstelle Klingenthal
  - 1996/97 umfangreicher Umbau zur Eignung als Berufsschule für Musikinstrumentenbau durch Architekt Stephan Herold, Klingenthal, seitdem berufliches Schulungszentrum für Technik „A. Fr. Zürner“ Oelsnitz/Vogtl. Außenstelle Berufs- und Berufsfachschule „Vogtländischer Musikinstrumentenbau“ Klingenthal
  - bis 2002 Instandsetzung des „Gliersaales“ und der Außenanlagen
  - Die Traditionsfahne der Musikinstrumentenbauinnung im Vogtland aus dem Jahr 1847 und die großformatige Fotografie mit dem Abbild von Christian Friedrich Weber, dem Gründer der Musikschule Klingenthal im Jahr 1843 werden museal im Flur des Erdgeschosses präsentiert.
2. ↑  Denkmalgeschützte Grabstätten des Friedhofs Klingenthal I:
  - Grabstele für Julius Berthold (geboren 1845, gestorben 1934, bedeutender Unternehmer der Musikinstrumentenfabrikation (Harmonikabau) (gegründet 1870) und Stifter des Stadtparkes auf der Alberthöhe (heute Tierpark) in Klingenthal), Otto Meinel (ebenso bedeutender Musikinstrumentenfabrikant in Klingenthal der Firma Huthmeinel, gegründet 1884) und Klara Kuchenbäcker (Tochter von Berthold, Gemahlin von Meinel); hochformatiger künstlerisch wertvoller Werkstein mit Verdachung und plastisch-floralem Reliefschmuck in der Formensprache der Neu-Renaissance (Material: Sandstein) und zwei eingelassenen Gedenkplatten aus schwarzem Syenitgestein
  - Grabstein für Friedrich Jaeger: Lehrer und vielseitiger Heimatforscher in Klingenthal (geschichtlicher Wert), grob behauener Granitblock mit eingelegter Bronzeplatte
  - Grabstein für Ernst Robert Uebel: geboren 1882, gestorben 1959, bedeutender Musiker und Komponist in Klingenthal (personengeschichtlicher Wert), unterhalb der Aussegnungshalle
  - Familiengrabanlage mit Gruft für Familie Glier: Carl-Friedrich Glier begann als erster Unternehmer 1829 mit dem Bau von Mundharmonikas in Klingenthal, Säulenportikus mit dorischen kannelierten Säulen, Freitreppe, Halbrelief mit Darstellung der Schicksalsnornen, über der Gruft zwei Engel, alles aus Muschelkalkstein
  - Große repräsentative Familiengrabanlage für Familie Leonhardt: Christian Leonhardt war bedeutender Sägewerksunternehmer in Klingenthal-Döhlerwald, zirka 3 m hohe Wandnische mit krönendem Kranz und zwei flankierenden Säulen aus poliertem Syenitgestein, in der Nische Namensplatte mit aufgelegtem Rosenbaum aus Granit, die Einfassung aus polierten Syenitgesteinpostamenten, dazwischen geschmiedeten Stangen und Ketten in der Formensprache des frühen Jugendstils mit barockisierenden Anklängen
  - Große repräsentative Familiengrabanlage für Familie Moritz Rauner (geboren 1860, gestorben 1925): Bedeutender Baumeister und Bauunternehmer (gegründet 1878) in Klingenthal-Döhlerwald, Markneukirchner Straße 114. Nach ihm sind die typischen Klingenthaler Reihenhäuser und Holzhäuser als „Rauner-Häuser“ benannt. Wandnische mit Verdachung und bekrönendem Kreuz von zwei flankierenden Säulen getragen, aus poliertem Syenitgestein, aus der Nische ein Engel heraustretend (wohl aus italienischem Marmor), die Einfriedung aus Postamenten (Granit) mit geschwungenen schmiedeeisernen Zäunen, die Anlage in der Formensprache des Jugendstils mit strengen schmiedeeisernen Zäunen, die Anlage in der Formensprache des Jugendstils mit strengen gotisierenden Anklängen.
  - Grabstele (Bildstock) für die Familien Hegenberger und Kuntzsch: Dr. Friedrich Kuno Georg Hegenberger war Arzt in Klingenthal (katholisch), die Grabstele auf schlankem Postament mit    vergittertem Sakramentschrein darauf, darin: Darstellung der Kreuzigung, auf der Verdachung (alles aus Waschbeton) ein Kreuz (aus Metall), vor der Stele am Fuß eine granitene Grabplatte mit den aufgelegten bronzenen Lettern der Familiennamen
  - Familiengrabstätte mit Stele aus Sandstein für Friedrich Wilhelm Surmann (geboren 1836, gestorben 1902):  Surmann, aus Westfalen stammend, betrieb die erste Maschinenstickerei (gegründet 1859) in Klingenthal; ein dreiteiliges „Wandgrab“, der mittlere Teil mit Nische und gesprengter Verdachung sowie flankierenden schlanken Säulen mit Blattkapitellen sowie bildhauerisch herausgearbeitetem Äskulapstab, die Gedenktafel aus schwarzem Syenitgestein mit goldenen Inschriften der Namen und Daten, die beiden Seitenflügel in Klinkermauerwerk; die gesamte Anlage ist mit Granitwerkstein gefasst
  - Familiengrabstätte (Gruft) mit großem Gedenkstein für Ernst Surmann (geboren 1867, gestorben 1935) und Lina Surmann, geborene Weidlich: bedeutender Unternehmer in Klingenthal bis 1945, Gemeinde- und Stadtrat, beim Bau des Klingenthaler Rathauses beteiligt; der mittlere polierte Stein aus dunklem Granit mit aufgelegtem, plastischem Rosenkranz aus Bronze, aufgelegt wird von zwei kleineren Gedenksteinen mit Namen und Daten flankiert und erhöht
  - Grabstein für Christian-Friedrich Doerfel-(vom) Steinfelser: bedeutender Unternehmer der Mundharmonikaherstellung in Klingenthal, lagerhafter Werkstein und Sandstein mit Kreuz und mit eingelegter Gedenkplatte aus weißem Marmor; die Familiengrabstätte war ursprünglich eine große Gruft, heute eingeebnet
  - Erbbegräbnis und Gruft der Familie Carl Wilhelm Meinel (geboren 1834, gestorben 1934): bedeutender Unternehmer der Harmonikaherstellung (gegründet 1891) in Klingenthal, große dreiteilige „Wandgrabanlage“ in Rustikaquadermauerwerk aus Sandstein, ist völlig „eingewachsen“; der Mittelrisalit nischenhaft und verdacht, die Gedenkplatten in schwarzem Syenitgestein, vor dem Risalit eine Granitsteinbank
  - Familiengrabstätte Giers: schlichter Gedenkstein aus Granit für Sanitätsrat Dr. Ernst Otto Giers (geboren 1858, gestorben 1927), anerkannter Arzt in Klingenthal, nach ihm ist das Musik- und Wintersportmuseum in Klingenthal benannt („Dr.-Giers-Haus“)
  - Familiengrabstätte Franz Carl Meinel (geboren 1895): Der wohl künstlerisch wertvolle Gedenkstein ist überwachsen, „Wandgrab“. Meinel war ein bedeutender Unternehmer der Harmonikaherstellung in Klingenthal. Werksteinpostamente aus Granitgestein, die Wand aus profilierten Sandsteinelementen, die Gedenktafel mit Inschrift „Ruhestätte Familie F. C. Meinel“ aus schwarzem Syenitgestein.
3. ↑  Floßgrabensystem Göltzsch-Elster-Flöße:

Der 5,4 km lange Kielfloßgraben wurde aus wirtschaftlichen Gründen für die Brennholz- und Scheitholzflößerei angelegt. Das Holz diente Schmelzhütten und Hammerwerken. Der Kielfloßgraben war bis 1872 in Nutzung.

Das System bestand aus Gräben mit Wehren, Floßteichen, Zapfenhäusern auf den aufgeschütteten Dämmen mit Grundablass und Überläufen, aus Floßholzrutschen, Holzrechen und Holzstapelplätzen und Floßwegen. Es diente einerseits als „Muldenflöße“ den großen Bergstätten Schneeberg und Zwickau sowie als „Göltzsch-Elster-Flöße“ der Versorgung unter anderem der Städte Merseburg, Leipzig und Halle. Die Fließrichtung des Wassers im Kielfloßgrabensystem erfolgte mit 0,1 % bis 1,0 % Gefälle, teilweise entgegen der Hangneigung! Darin besteht die besondere Bedeutung dieses Technischen Denkmals. Der Graben ist nur am „Prallhang“ sowohl mit hochkant gelegten plattigen, grob behauenen Phyllit- oder Granitplatten belegt als auch geschichteten Natursteinen aus gleichem Material hergestellt. Der Graben wurde 1933 letztmals grundlegend gereinigt und in Stand gesetzt. 1984–86 wurde der gesamte Graben mit einer Polyesterharzrinne ausgelegt und diente bis dato der Trinkwasserzufuhr für die Talsperre in Muldenberg. Der Graben ist seit Mitte der 1990er Jahre teilweise durch eine Bürgerinitiative und mit Hilfe von „Arbeitsbeschaffungsmaßnahmen“ zurückgebaut worden. (vom Unteren Floßteich bis unterhalb des Hirschensteines an der ehemaligen Großen Aschbergschanze).

Der Beginn des Kielfloßgrabensystems liegt im ehemaligen „Oberen Floßteich“. Dieser befindet sich in Nähe des heutigen Wintersportzentrums in Klingenthal-Mühlleithen. Er war Speicherteich für Floßwasser, ist heute verlandet, überwachsen, jedoch nicht zerstört. Der Zufahrtsweg zum Sportzentrum befindet sich auf der Krone des alten Dammes. Das Wasser des Kielfloßgrabens wird im Bereich des Waldparkplatzes an der Falkensteiner Straße/Floßweg in den sogenannte „Saubachriss“ (teilweise befinden sich die floßtechnischen Anlagen der „Saurisse“ im Flurbereich Muldenberg) eingeleitet und in Richtung Talsperre Muldenberg fortgeführt. Die floßtechnischen Anlagen des „Saubachrisses“ werden jedoch hier beschrieben, da dieser Floßabschnitt zum „Kielfloßgrabensystem“ gehört. Dieser Floßabschnitt beginnt in der Nähe des Waldparkplatzes an der Falkensteiner Straße/Floßweg, wird bei Wassermangel durch den „Sauteich“, der unmittelbar nach den eigentlichen Saubachrissen folgt, gespeist und endet im Einfluss in die heutige Trinkwassertalsperre Muldenberg. Der Zusammenfluss von Saubach und Weißer Mulde in den Neuteich (erbaut 1610/1611) liegt heute noch am Grund der Talsperre. Die Talsperre selbst steht jedoch nicht im Zusammenhang mit der ursprünglichen Scheitholzflößerei. Die „Saubachrisse“ ist ein tief eingeschnittenes, natürliches Erosionskerbtal, welches bergmännisch während der Flößerei nachgearbeitet wurde. Mit Hilfe von sogenannten Floßrutschen konnte dieser Riss, der an einigen Stellen für die Scheitholzflößerei ungeeignet war, überbrückt werden. Der Sauteich mit Damm, Zapfenhaus, Grundablass und Überlauf befindet sich südlich vom Saubach. Die Flößerei wurde bei Wassermangel durch die Speichervorräte aus diesem Teich unterstützt und in Gang gehalten.